# Casa Lleó Morera

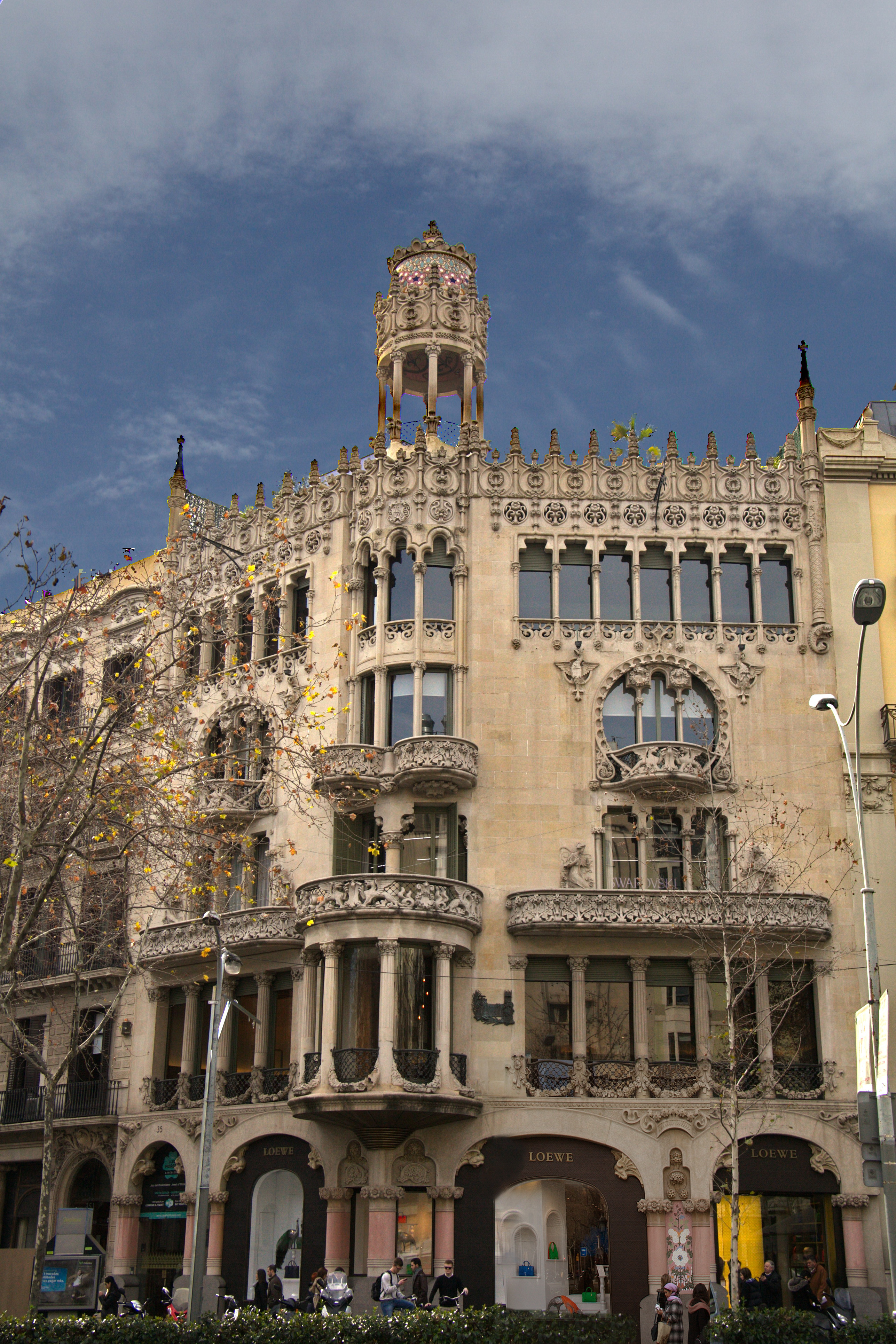
Casa Lleó Morera am Passeig de Gràcia 35 (1905)

Die Casa Lleó Morera ist ein Gebäude ist Sil des Modernisme am Passeig de Gràcia 35 in Barcelona, entworfen vom Architekten Lluís Domènech i Montaner. Den Auftrag dazu erteilte die Besitzerin Francesca Morera i Ortiz 1902 zur Umgestaltung des vorherigen Casa Rocamora, das im Jahr 1864 erbaut worden war. Nach ihrem Tod im Jahr 1904 setzte ihr Sohn, Albert Lleó i Morera, die Arbeiten fort und gab dem Gebäude seinen Namen. Die Arbeiten wurden am 10. März 1905 abgeschlossen.
Es ist eines der drei Gebäude, errichtet von den großen Architekten des Modernisme – Gaudí, Puig i Cadafalch, Domènech i Montaner –, die zusammen mit der Casa Batlló und der Casa Amatller den berühmten Komplex Mansana de la Discòrdia (= Block der Zwietracht) bilden. Von diesen dreien ist die Casa Lleó i Morera das einzige. welches 1906 den Jahrespreis der Stadt Barcelona für das künstlerisch wertvollste, im Vorjahr fertiggestellte Gebäude erhielt.

## Kontext

### Wirtschaftliche Entwicklung und Bürgertum
Zu Beginn des 20. Jahrhunderts war Spanien in sozialer und wirtschaftlicher Hinsicht geprägt vom Verlust der Kolonien im Jahr 1898, der einen kurzfristigen Rückschlag vor allem für die katalanische Wirtschaft darstellte. Der Verlust Kubas führte zu einem Rückstrom des auf der Insel investierten katalanischen Kapitals und ermöglichte Investitionen im Heimatland. Der wichtigste ausländische Markt wurden die USA mit einem Marktanteil von 72 %. Die Krise von 1908 bis 1912 war auf die übermäßige Abhängigkeit vom Ausland zurückzuführen, da Baumwolle, Maschinen und Energieträger jetzt importiert werden mussten. Die Erholung erfolgte hauptsächlich aufgrund von drei Faktoren:
- Der Elektrifizierung der Fabriken, insbesondere dank der Gründung großer Wasserkraftunternehmen wie Traction Light and Power, die es ermöglichte, Industriebetriebe entfernt von Häfen und Flüssen anzusiedeln.
- Der Förderung neuer industrieller Sektoren wie Chemie, Metallurgie und Automobilbau, die dem Textilsektor Bedeutung innerhalb der katalanischen Industrie zu entziehen begannen, obwohl er weiterhin ihr Maßstab war.
- Der Ausbruch des Ersten Weltkriegs, der es ermöglichte, dass Europa mit einem Anteil von 70 % zum wichtigsten Exportmarkt wurde.

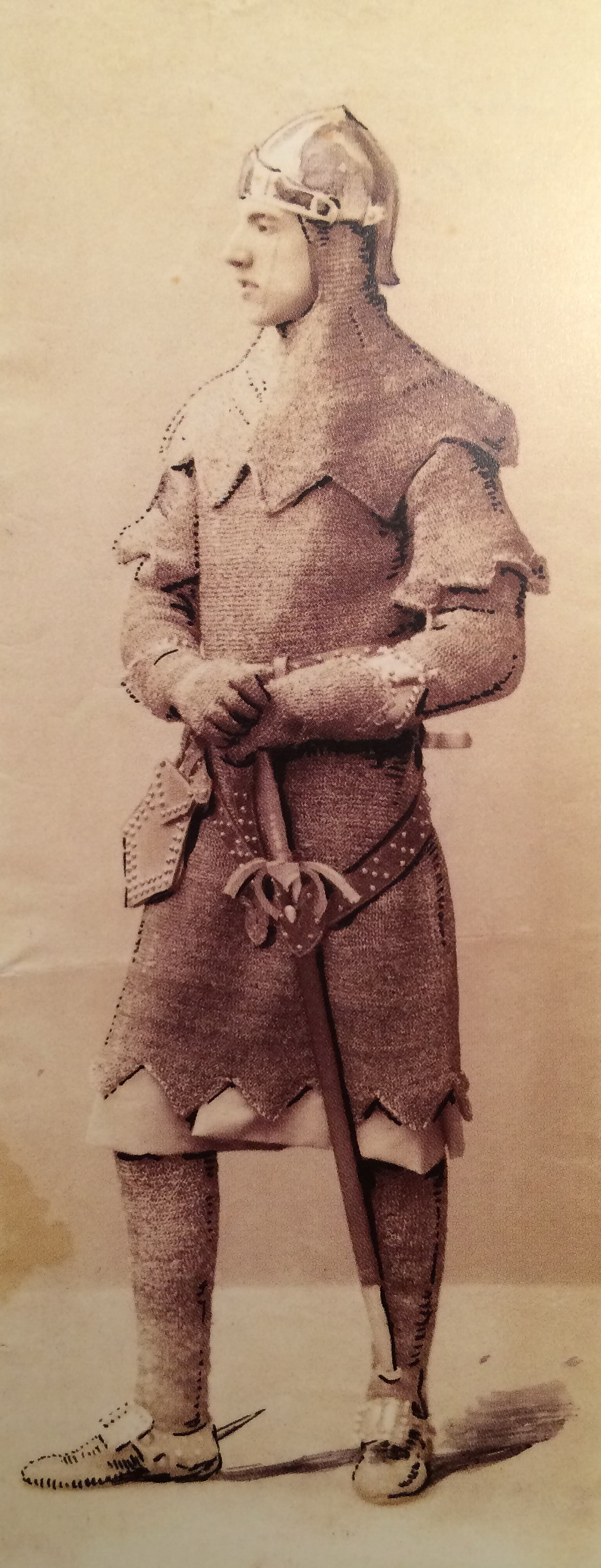
Albert Lleó Morera im Jahre 1891 im Kostüm eines Soldaten des 14. Jahrhunderts anlässlich eines Künstlerballs im Círcol artístic a la Llotja

Die Textilindustrie profitierte auch durch die protektionistischen Praktiken Frankreichs, die die Produktion von Chintzstoffen nach Katalonien brachte, eines Produkts, das Kunden von den französischen Seidenwebern in Lyon ablenkte und eine hohe Nachfrage genoss. In diesem Zusammenhang stärkte die Monarchie die Reihen der Aristokratie durch die Schaffung neuer Adelstitel, die aus der Bourgeoisie entsprangen, die durch reiche Industrielle und die Rückkehrer aus den Hauptstädten der Kolonien anwuchs. In Barcelona, der ersten spanischen Stadt, in der die Auswirkungen der industriellen Revolution, angeführt durch die Textilfabriken, zu spüren waren, wurden Titel wie der des Grafen von Godó (1916, Zeitungsverleger) oder des Baron de Quadras (1900, Textilunternehmer) geschaffen.

### Die Familie Lleó Morera
Die Verbindung der Familie mit dem Gebäude begann mit Francesca Morera i Ortiz (* 9. März 1853 in Barcelona; † 10. Dezember 1904 ebenda), Tochter des Überseekaufmanns Joan Morera i Busó aus Sant Feliu de Guixols und seiner Frau Baldomera Ortiz i Figueroa aus Humacao auf der Insel Puerto Rico. Francescas Großvater Antoni Morera i Auger hatte sich zusammen mit seinen drei Brüdern dem Südamerikahandel gewidmet. Da er selbst keine Kinder hinterließ, vermachte er sein Vermögen seiner Nichte, der Tochter seines Bruders Joan. Francesca heiratete Albert Lleó i Dubosch aus Barcelona und am 29. Oktober 1874 wurde deren Sohn Albert geboren. Die Ehe wurde am 22. Dezember 1881 gerichtlich geschieden und Albert verblieb bei seiner Mutter. Er heiratete am 29. Oktober 1898 Olinta de Puiguriguer i Palmarola (* 1879; † 13. Juli 1963) mit der er zwei Kinder hatte, Francesca und Albert. Er starb in Barcelona am 22. Dezember 1929.
Beruflich verschrieb sich Albert Lleó i Morera der Tiermedizin und schloss sein Studium als Tierarzt in Madrid am 15. Februar 1900 ab. Seine Promotion erfolgte am 31. Juli 1902. Er vertiefte seine Studien im gleichen Jahr am Institut Pasteur in Paris und wurde 1903 Chef des Mikrobiologischen Labors am Hospital de Nens Pobres in Barcelona. Im Laufe seiner Karriere wurde er ehrenamtlicher Assistent der Abteilungen Histologie und Histochemie sowie Pathologische Anatomie der Medizinischen Fakultät von Barcelona, Leiter des bakteriologischen Labors und Professor der katalanischen Akademie für medizinische Wissenschaft sowie Ehrenmitglied der städtischen medizinischen Akademie. Von 1913 an war er Direktor des Labors für Analytische Chemie, Histologie und Bakteriologie des Hospital de Sant Pau. Neben seiner beruflichen Tätigkeit entwickelte er ein wissenschaftliches Interesse am Bau von Explosionsmotoren, für die er eine Reihe von Patenten u. a. für einen Flugzeugmotor erhielt.

### Mansana de la Discòrdia (Block der Zwietracht)

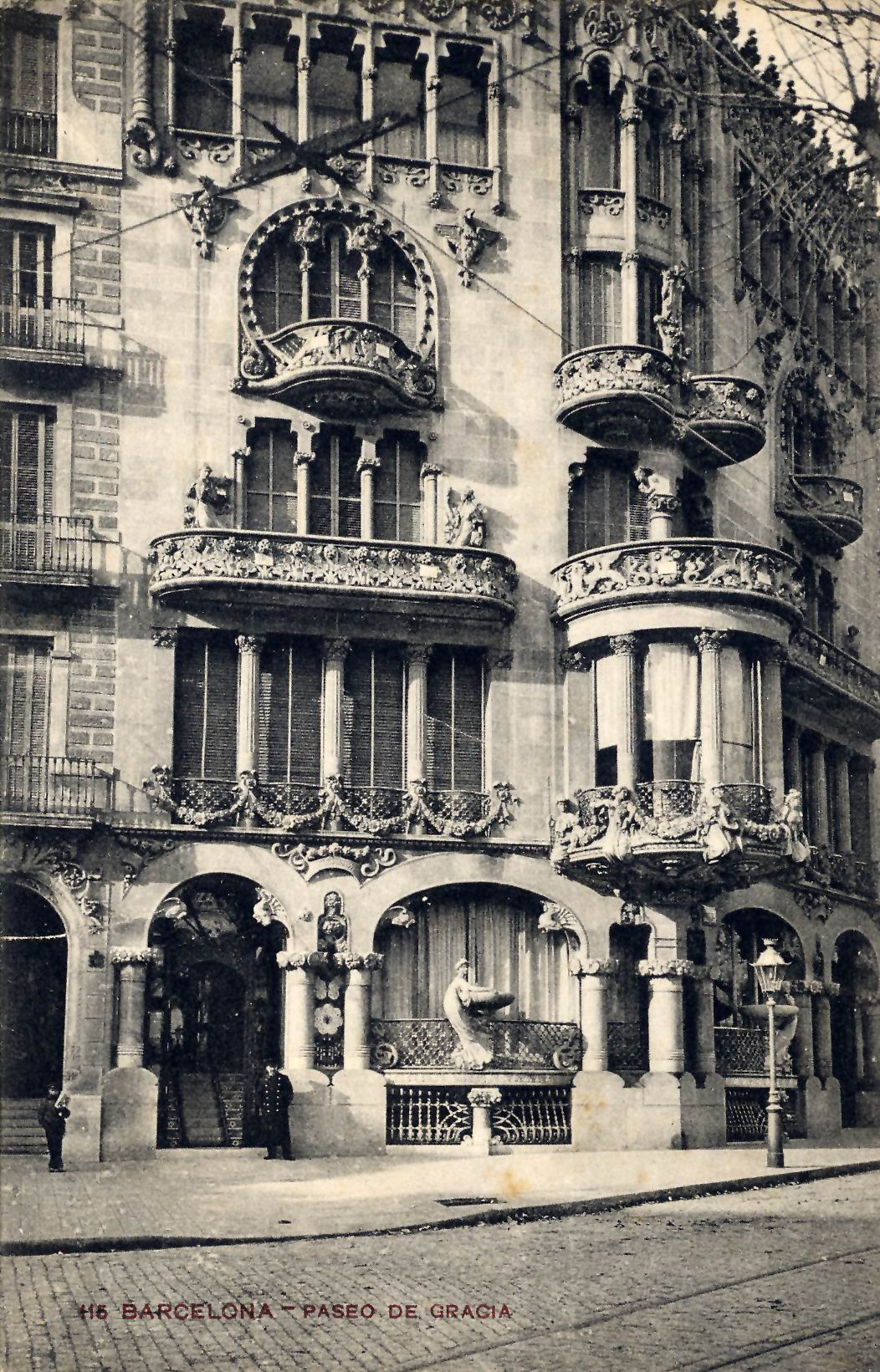
Casa Lleó Morera mit den heute nicht mehr vorhandenen Originalskulpturen von Eusebi Arnau am Souterrain (Postkarte von 1903)

Der Passeig de Gràcia sollte ein entscheidender Faktor bei der Umsetzung des Eixample-Projekts des Stadtplaners Ildefons Cerdà i Sunyer sein. So wurde in den Jahren 1860-1890 rund um die Promenade ein Wohngebiet mit geringer Dichte definiert, das sich größtenteils aus Einfamilienhäusern, großen Herrenhäusern mit Gärten und Palazzi, wie dem Palau Samà, dem Palau Robert, dem Palazzo der Grafen von Marianao oder dem der Familie Marcet bestand. In den 1890er Jahren erlangte dieser Stadtteil allmählich eine höhere kommerzielle Bedeutung, die die Bourgeoisie anzog und dazu führte, dass die einzeln stehenden Häuser durch höhere Mehrfamilienhäuser ersetzt wurden.
Antoni Gaudí hatte bereits bei der Dekoration zweier Geschäfte am Passeig de Gràcia mitgewirkt: der Apotheke Gibert und der Bar Torino, die heute beide verschwunden sind. Zwischen 1900 und 1914 konsolidierte sich die Straße als wichtigstes bürgerliches Wohnzentrum. Der 1902 eingeweihte Haltepunkt an der Kreuzung mit der Carrer d’Aragó bot den mit dem Zug anreisenden Passagieren eine zentralere Haltestelle als die an der Estació de França. Im Jahr 1904 besuchte, zeitgleich mit der Fertigstellung der Casa Batlló, König Alfons XIII. Barcelona. Die Monarchische Jugend mit deren Präsident Josep Maria Milà i Camps entschied, dass die beste Art, ihn zu empfangen, ein Spaziergang unter wohlhabenden Familien sei. Als Alfons XIII. den Passeig de Gràcia sah, war er geblendet und sagte bei einem späteren Besuch: „Madrid ist sehr schön, aber Barcelona übertrifft es in zwei Dingen: dem Tibidabo und dem Passeig de Gràcia“.
1905/06 wurde die Straße erneuert, endlich Kopfsteinpflaster auf der Promenade verlegt, die Straßenbahnen in die Nebenstraßen verlegt und die bekannten Straßenlaternen von Pere Falqués installiert. Josep Puig i Cadafalch hatte bereits 1900 die Casa Amatller gebaut und im selben Block schloss nun Lluís Domènech i Montaner die Umgestaltung der Casa Lleó Morera an der Ecke zur Carrer Consell de Cent ab. Damit gewann die Casa Lleó Morera 1906 den jährlichen Wettbewerb für künstlerische Gebäude. Und während diese Architekten und ihre Werke bei ihren Kunden eine Anziehungskraft und ein Gefühl der Unterscheidung erzeugten, wurde der Straßenblock von der satirischen Presse kritisiert. Die populäre Anziehungskraft dieses sog. „Blocks der Zwietracht“ bildete die Rivalität zwischen den Architekten und insbesondere ihren Fassaden ab.

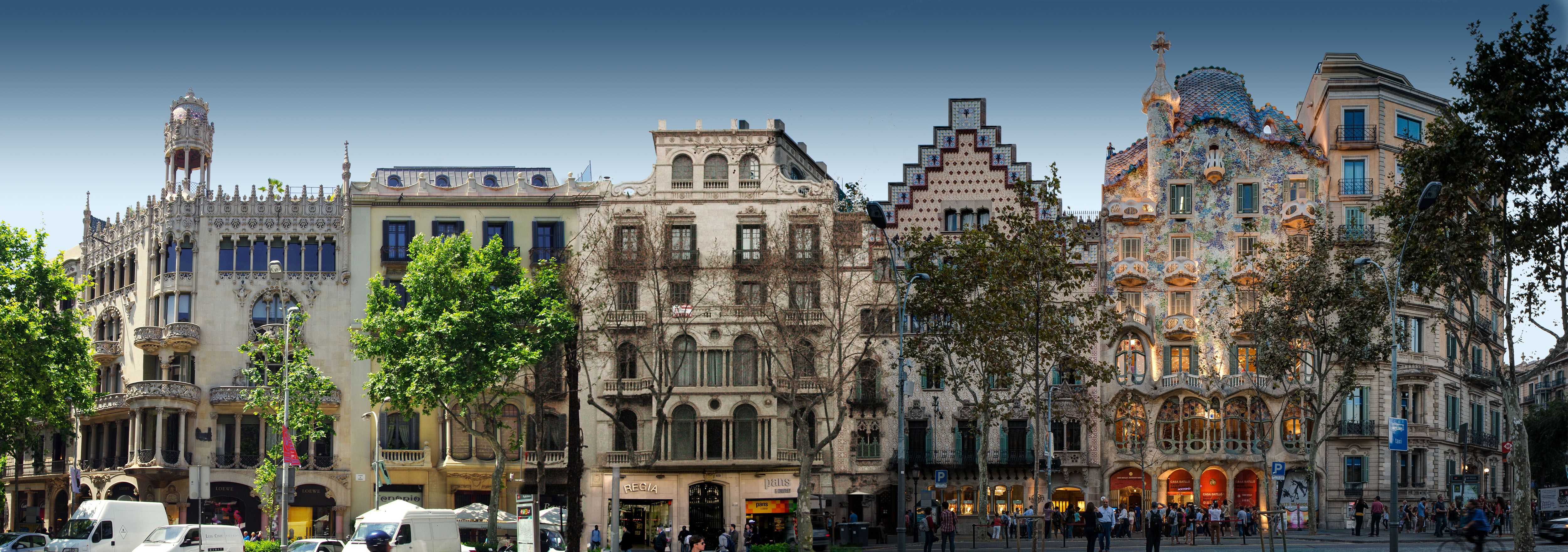
„Block der Zwietracht“ mit von links Casa Lleó Morera, Casa Mulleras, Casa Bonet, Casa Amatller und Casa Batlló

Die Fehde zwischen den berühmtesten Architekten der Zeit zog viele andere Angehörige der Bourgeoisie an, die auch ein Haus am modischen Passeig de Gràcia haben wollten. 1906 ließ die Familie Malagrida, die mit Argentinien Handel trieb, ein Kuppelgebäude mit der Hausnummer 27 errichten, ein Werk des Baumeisters Joaquim Codina i Matalí. Enric Ferran Sagnier i Villavecchia baute das Haus der Familie Mulleras rechts neben der Casa Lleó Morera, während die Witwe Marfà an der Ecke zur Carrer de Valencia 1905 das Gebäude in mittelalterlichem Stil vollendete, das sie bei Manuel Comas in Auftrag gegeben hatte.
Dieser starke Impuls der Barceloneser Bourgeoisie war der Schlüssel zur Entwicklung und Ausbreitung der Bewegung des Modernisme, die als Jugendstil in Europa um 1905 bereits endete, während sie in Katalonien ein weiteres Jahrzehnt andauern sollte. Auf der anderen Seite hatte die Bewegung im Rest Spaniens aufgrund der schwierigen wirtschaftlichen Bedingungen nach dem Verlust der Kolonien praktisch keine Auswirkungen.
Die Madrider Zeitschrift Nuevo Mundo beschrieb am 14. Februar 1907 die Arbeit der katalanischen modernistischen Architekten: „Obwohl sie bisher weder eine Perfektion oder zumindest eine gerechte Aussöhnung dessen, was schön, harmonisch und nützlich ist, erreicht haben, noch eine klare und präzise Vision einer eigenständigen Kunst darstellen, sind sie Vorboten der reichlichen Fähigkeiten, um dieses glorreiche Ziel zu erreichen, wobei Gaudí als der malerischste und wagemutigste dem schon am nächsten angesehen werden kann.“ Als Antwort darauf schrieb die Ilustració Catalana am 10. März 1907: „Selbst die Spanier beginnen, sich der Realität anzunehmen und sich mit den Werken von Domènech, Puig i Cadafalch, Sagnier, Gaudí und so vieler anderer zu befassen und sie zu kommentieren.“

### Der Architekt
Lluís Domènech i Montaner (* 21. Dezember 1850 in Barcelona; † 27. Dezember 1923 ebenda) war Architekt, Buchillustrator, Historiker, Humanist und katalanischer Politiker, er entwarf Schrifttypen und Bucheinbände. Er war einer der Hauptvertreter des katalanischen Modernisme. Als Architekt entwickelte er die europäischen Vorstellungen von Architektur mit einer innovativen Sprache weiter. Seine Architektur basierte auf einem neuen Konzept, das alle Kunsthandwerke integrierte.
Als Dozent bildete er Schüler wie Antoni Gaudí, Josep Puig i Cadafalch, Manuel Raspall, Antoni de Falguera und Josep Maria Jujol aus. Er war Abgeordneter im spanischen Parlament in komplizierten Zeiten, die dem Desaster von 1898 folgten und der Kandidatur der katalanischen Lliga Regionalista bei den Parlamentswahlen 1901. In seinen letzten Jahren verbrachte er viel Zeit mit heraldischen Studien in Masia Rocosa, einem alten Bauernhof des 17. Jahrhunderts in Canet de Mar, das der Familie Montaner gehört und heute ein Gutteil der Gipsmodelle für die Skulpturen und Muster des Glasmalereien der Casa Lleó Morera erhalten sind.

Familienskulpturen am ersten Obergeschoss
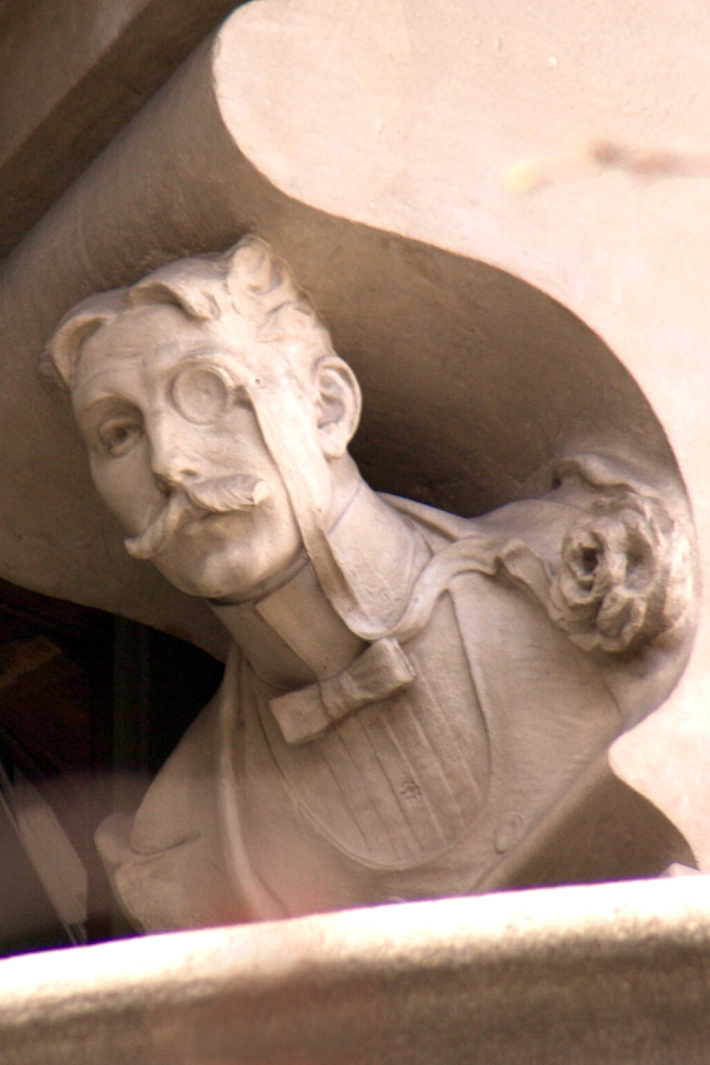
Antoni Morera i Busó (Käufer des Vorgängerbaus 1894)
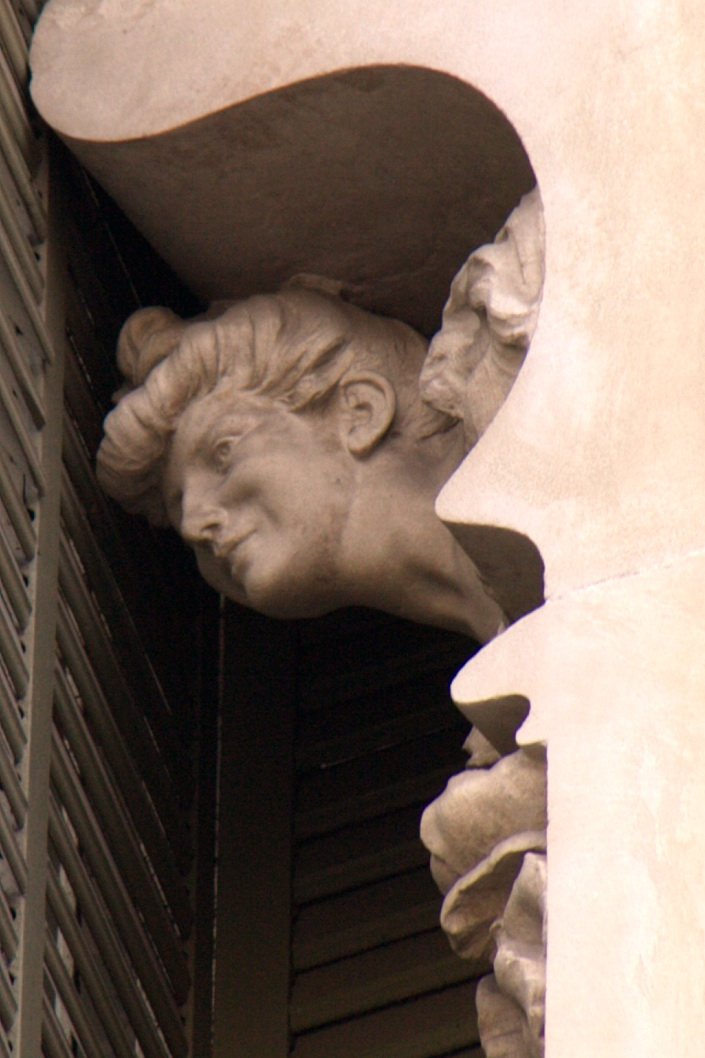
Francesca Morera i Ortiz (Auftraggeberin des Umbaus)
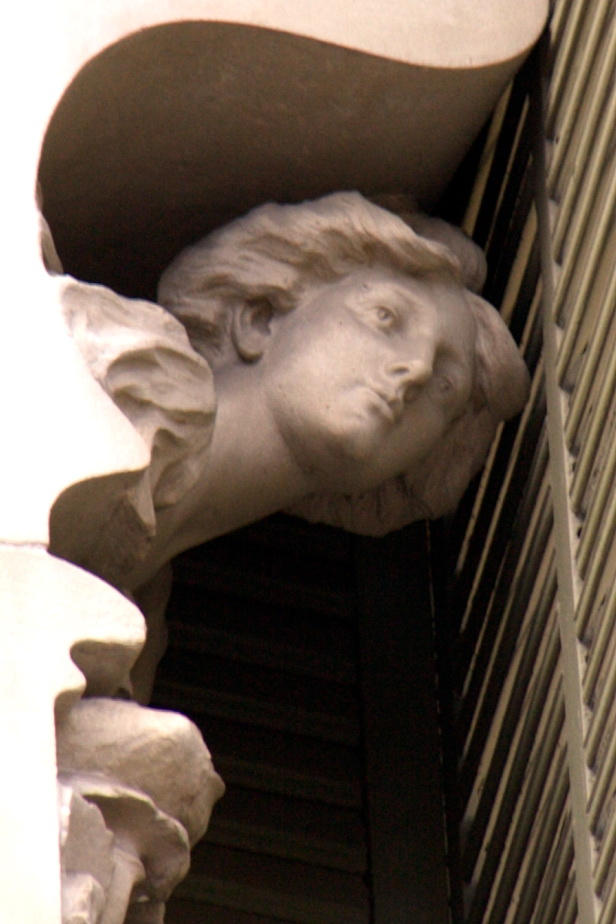
Olinta de Puiguriguer, Ehefrau von Albert Lleó Morera
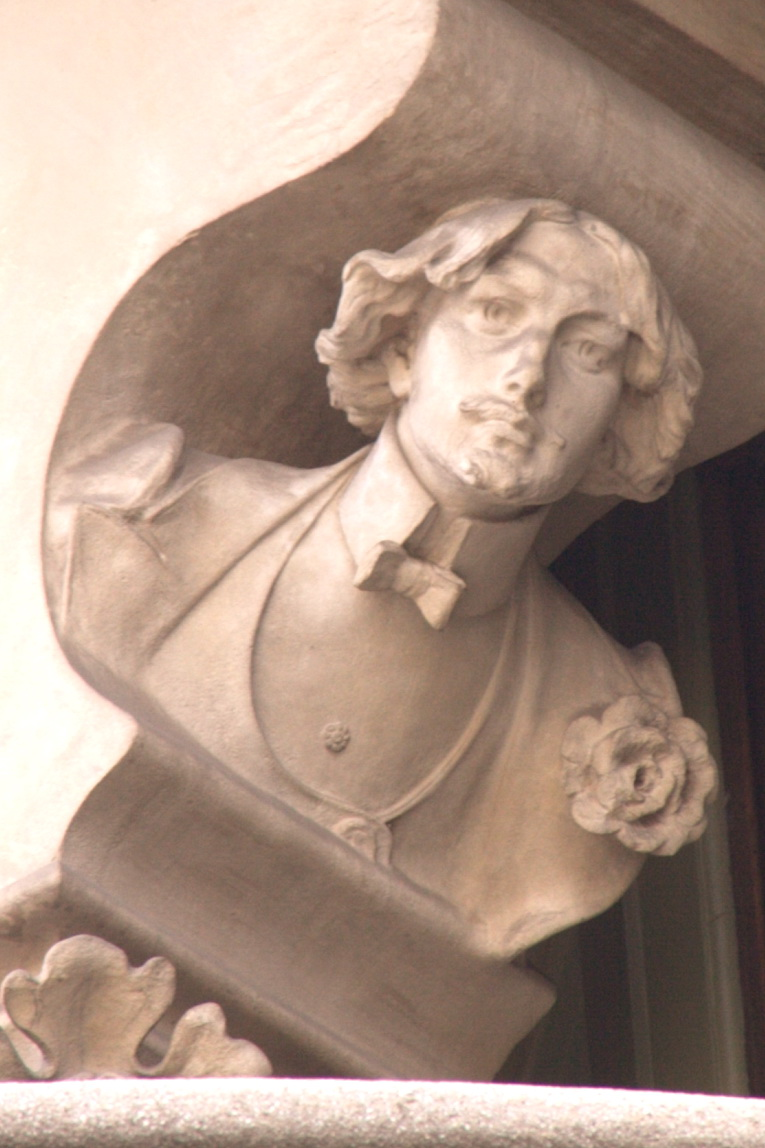
Albert Lleó Morera (Besitzer von 1904–1929)

## Geschichte

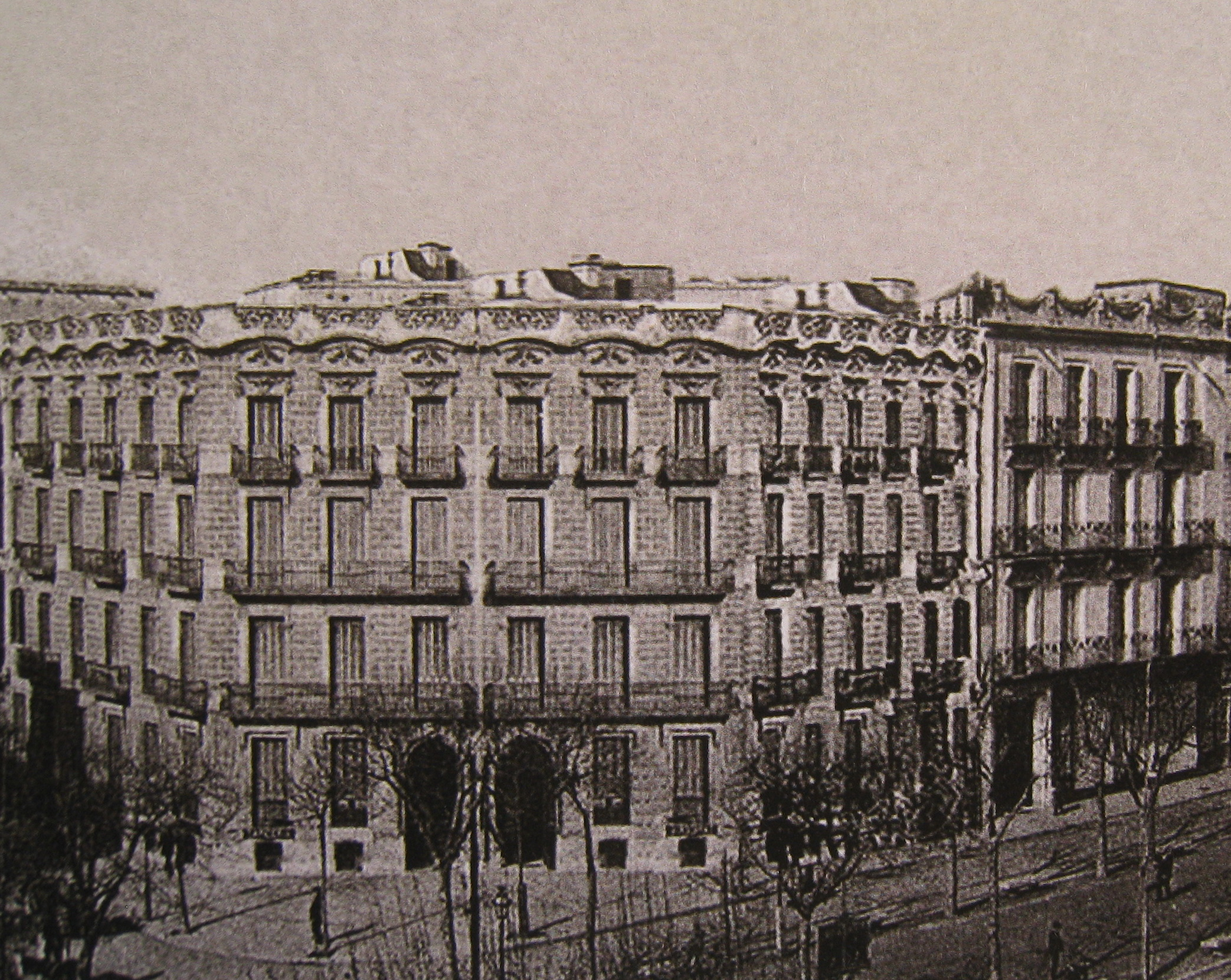
Casa Lleó Morera vor der Umgestaltung (Postkarte von 1902)

### Das originale Gebäude
Am 15. Juli 1864 erhielten Joan Mumbrú i Bordas und seine Verlobte Lluïsa Sagristà i Figueras die Baugenehmigung für ein Eckhaus mit Souterrain, Hochparterre und drei Stockwerken, das vom Baumeister Joaquim Sitjas gebaut wurde. Das Casa Rocamora genannte Haus wurde an die drei Kinder des Paares, Josep, Antònia und Joan vererbt, die es am 1. August 1894 für 285.000 Peseten an Antonio Morera i Busó verkauften. Dieser wiederum vererbte es seiner Nichte Francesca Morera i Ortiz.

### Die Umgestaltung
Francesca Morera übertrug den Umbau des Gebäudes im Stil des Modernisme an Domènech i Montaner, der ihn 1905 abschloss. Die Arbeiten wurden in zwei Abschnitten durchgeführt. Der erste Bauabschnitt, für den die Genehmigung am 4. Juni 1904 erteilt wurde, bestand aus Innenumbauten, die die Raumaufteilung veränderten. Für den zweiten Bauabschnitt, die Neugestaltung der Fassade, hatte Frau Morera den Antrag bereits am 17. Juli 1903 bei der Stadtverwaltung eingereicht. Doch dieser übertraf die maximal bebaubare Höhe, die im Stadtviertel Eixample 22 Meter betrug, um weitere neun Meter. Doch schließlich wurde die Schmuckkrone des Gebäudes akzeptiert.

### Eigentümer und kommerzielle Aktivitäten
Albert Lleó i Morera erbte das Haus nach dem Tod Francesca Moreras mit Ausnahme des ersten Obergeschosses, das auf Lebenszeit an seine Tochter Francesca Lleó i Puiguriguer ging. Nach Alberts Tod 1929 verblieb das Haus bis 1943 in Händen seiner Frau Olinta und seines Sohns Albert Lleó i Puiguriguer. Dann wurde es für 3 Millionen Peseten an die Versicherungsgesellschaft Sociedad Mercantil Bilbao verkauft. Die Versicherung behielt das Gebäude bis Oktober 1986, als es für 240 Millionen Peseten an die Mutualidad General de Previsión Social de la Abogacía de Madrid verkauft wurde. 1998 erwarb es die Grupo Planeta und 2006 die Gruppe Núñez i Navarro.
Was die kommerziellen Aktivitäten betrifft, die die Casa Lleó Morera nutzten, sind die folgenden zu erwähnen:
- Am 6. Juli 1905 eröffnete der Portraitfotograf Pau Audouard dort sein Atelier. Es wurde etwa im März 1910 geschlossen.

- Von 1910 bis 1915 hatte dort der Reial Cercle Artístic de Barcelona seinen Sitz.[16]

- Im Mai 1916 beschloss der Klavierfabrikant Paul Izabal einen Konzertsaal im Gebäude zu eröffnen. Im Hochparterre wurde die „Sala Aeolian“ mit einem Fassungsvermögen von 300 Personen eingerichtet und daneben die Unternehmenszentrale sowie die Vertretung der US-Firma Aeolian, der Erfinderin des selbstspielenden Klaviers Pianola eingerichtet[17].

- Ab 1927, als die “Sala Aeolian” den Betrieb einstellte, waren unterschiedliche Läden untergebracht. 1935 zog die Kultureinrichtung Casal de les Comarques Catalanes ein, die Theater und Marionettentheater anbot[18].

- 1943 mietet Pablo Loewe das Souterrain, um dort sein Modegeschäft einzurichten und führte umfangreiche Umgestaltungen ohne Rücksicht auf den modernistischen Stil durch[15].

### Restaurierungen
Die Tatsache, dass die Familie das Anwesen für drei Generationen behielt, begünstigte die Erhaltung der markantesten Merkmale im Gebäudeinneren, wie der zarten, ornamentalen, geschwungenen Linien, die von der Natur inspiriert sind und dank des Wirkens der Baumeister und Handwerker mit einer großen Vielfalt an Materialien ausgestaltet wurden. Allerdings, und vielleicht sogar, weil es als eines der besten modernistischen Werke seiner Zeit angesehen wurde, wurde es zum Opfer des Hasses, den die Anhänger des Noucentisme dem Vorgängerstil gegenüber an den Tag legten. 1943 mietete Pablo Loewe das Hochparterre, um dort das noch bestehende Modegeschäft einzurichten, und beauftragte den Madrider Dekorateur Francisco Ferrer Bartolomé mit der Durchführung dieses Projekts, das weder die bestehende Fassade noch das Innere des Gebäudes respektierte. Die Arbeiten wurden von der Baufirma Ribas i Pradell durchgeführt. Deren Besitzer, Damià Ribas, bat seinen Freund, den Architekten Raimon Duran i Reynals, das Renovierungsprojekt zu leiten, da ein Architekt an der Spitze der Bauarbeiten stehen musste. Das Ergebnis führte zum endgültigen Verlust der modernistischen Fenster und der Skulpturen der beiden Damen mit den Pflanzgefäßen vor den Fenstern des Hochparterres, Werke Eusebi Arnaus, die durch Spitzhackenschläge auf dem Bürgersteig zerstört wurden. Ihre Köpfe wurden vom Portier des Anwesens geborgen, der sie später an Salvador Dalí verkaufte, der sie an die Wand des Hofes seines Theatermuseums in Figueres stellte. 1967 wurden im Hochparterre erneut Arbeiten durchgeführt, die alle ursprünglichen Dekorelemente von Domènech i Montaner vernichteten.
1987 beauftragte die Versorgungskasse der Madrider Anwaltschaft den Architekten Óscar Tusquets mit der Restaurierung des Gebäudes, der Zinnen und der tempelartigen Schmuckkrone, die während des spanischen Bürgerkriegs als Maschinengewehrstellung gedient hatte und durch Beschuss anderer Maschinengewehre schwer beschädigt worden war. Es war bei dieser Gelegenheit aufgrund der Weigerung des Nutzers nicht möglich, auch die Restaurierung des Hochparterres anzusprechen. Dennoch erhielt das Restaurierungsprojekt der Architekten Carles Bassó und Óscar Tusquets eine Auszeichnung der Stadtverwaltung von Barcelona, die einen gewissen Druck auf die Mieter ausübte.
Im Jahr 1992 wurden die Schäden am Erdgeschoss bzgl. der Säulen und Kapitelle teilweise beseitigt, als das Modegeschäft Loewe Arbeiten in den Räumlichkeiten durchführen wollte und die Stadtverwaltung von Barcelona diese an die Wiederherstellung der Fassade geknüpft hatte. Bei dieser Gelegenheit wurden die ursprünglichen Löwen (katalanisch Lleó) und Maulbeerblüten (katalanisch Morera), die in Anspielung auf die Nachnamen der ehemaligen Besitzer den Eingang geschmückt hatten, teilweise wiederhergestellt. Nach dem Eigentumsübergang an Núñez i Navarro wurde auf der Grundlage einer sorgfältigen künstlerischen Studie des Anwesens, einer statischen Analyse des Innenraums und einer farbtechnischen Untersuchung der Fassade ein Renovierungs- und Erhaltungsplan erstellt, der 2008 abgeschlossen wurde.

## Beschreibung des Gebäudes
Das Gebäude steht auf einer unregelmäßigen Grundfläche, da es sich an einer Fase des Bezirks Eixample befindet, wodurch sich die Fassade in zwei Teile unterschiedlicher Größe aufteilt. Fasen sind typisch für die spanische Städteplanung, nicht nur in Barcelona, sondern z. B. auch in La Coruña oder Gijón. Am Ursprungsgebäude, der Casa Rocamora, gab es drei Fenster neben der Fase und fünf an der Fassade des Passeig de Gràcia. Während dieses Gebäude einen Halbsouterrain, ein Hochparterre – fast auf Straßenniveau – und drei Stockwerke hatte, wurden nach der modernistischen Umgestaltung noch ein weiteres Stockwerk und vor allem die tempelartige Schmuckkrone an der Spitze hinzugefügt. Danach war die Geschossaufteilung: Souterrain – Hochparterre für eine kommerzielle Nutzung mit Zugang vom Passeig de Gràcia – Erstes Obergeschoss als Wohnsitz der Eigentümerfamilie – Drei weitere Stockwerke mit Mietwohnungen. Die Bauform des „Mietshauses“, die auf die Eigentümerfamilie im Ersten Obergeschoss und Mietparteien in den restlichen höheren Etagen ausgerichtet ist, ist ein Modell, das bei einem Großteil der Gebäude des Bezirks Eixample zur Anwendung kommt.

### Fassade

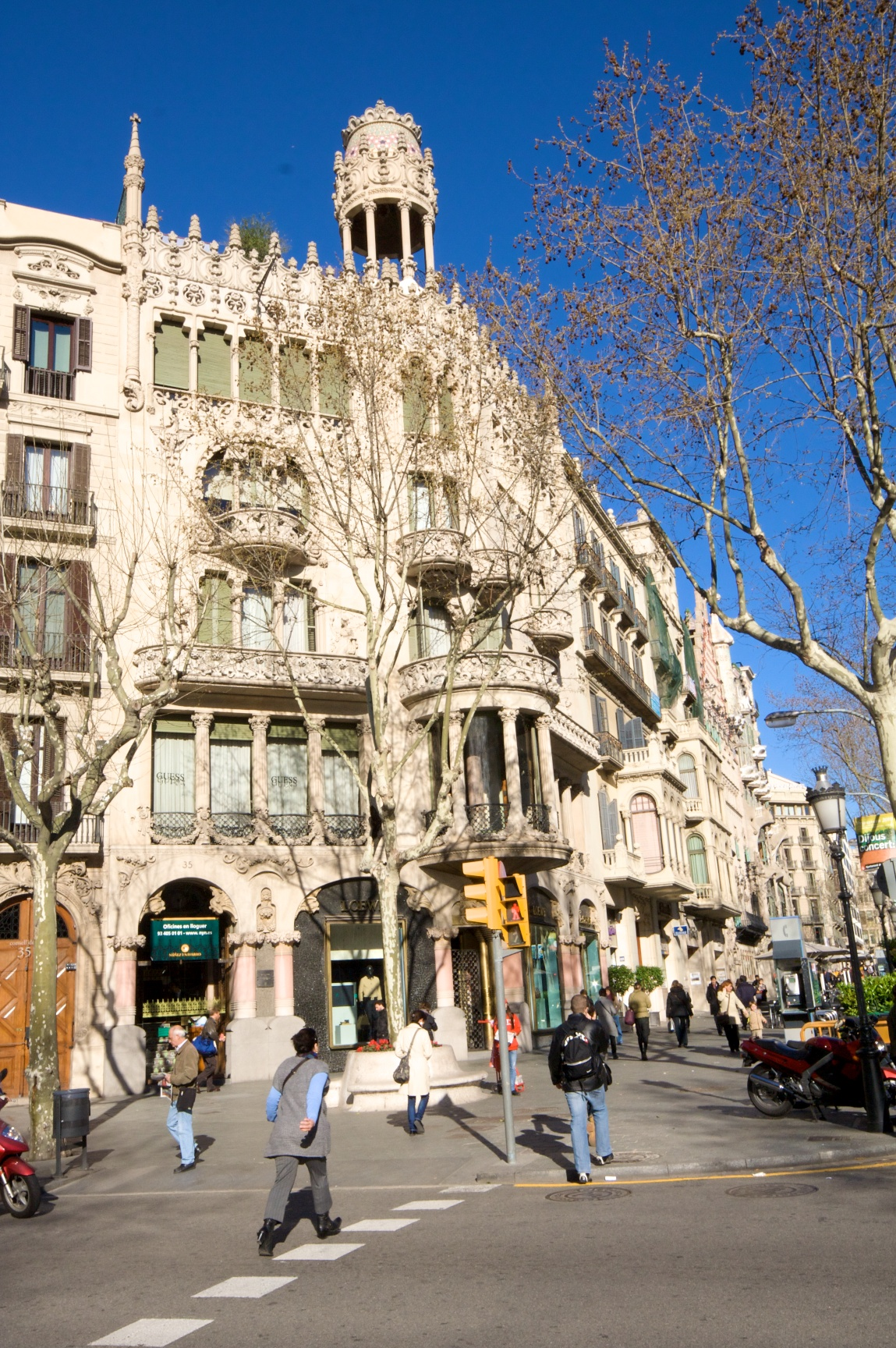
Fassade mit Betonung der Höhenachse

Der Architekt beschloss, die Asymmetrie zwischen den beiden Teilen der Fassade zu verbergen und platzierte im Ersten und Zweiten Obergeschoss Balkone und einen Erker im Winkel. Auf der Dachterrasse in der gleichen Achse, befindet sich ein tempelartiges Türmchen, das von acht feinen Säulen getragen wird. Auf diese Weise ist es möglich, den Blick des Betrachters auf die Höhenachse des Gebäudes zu lenken und eine nicht vorhandene Symmetrie erscheinen zu lassen. Außerdem haben die Säulen. die den Balkon des Zweiten Obergeschosses tragen, je nach Seite unterschiedlich große Abstände, was diesen Effekt weiter verstärkt.
Das ursprüngliche Gebäude war in puncto Anordnung und Größe der Fenster absolut regelmäßig, Domènechs Komposition ist jedoch auf jeder Etage unterschiedlich. Im Hochparterre befinden sich große Bogenöffnungen, die die großen Fenster für die Geschäftsräume umschließen. Vor diesen hatte der Architekt zwei elegante, lebensgroße weibliche Figuren mit einem klaren modernistischen Profil platziert, die große Pflanzgefäße umarmen; Werke von Eusebi Arnau. Die Säulen, auf denen die Bögen ruhen, wurden mit Löwen und Maulbeerblüten geschmückt, Symbole der Namensbestandteile der Besitzer.
Im Ersten Obergeschoss befindet sich der zylindrische Erker mit seinen vier Säulen, der vom Balkon des Zweiten Obergeschosses gekrönt wird. An der Basis jeder Säule befand sich die Figur einer Fee, ebenfalls Werke Arnaus, die heute zerstört sind. Auf beiden Seiten befinden sich zwei Fenster, die den beiden großen Wohnzimmern des Ersten Obergeschosses entsprechen. Sie sind durch zylindrische Säulen unterteilt, die wiederum durch Gitter miteinander verbunden sind, welche mit Girlanden aus Blumendekoren verziert sind.  
Im Zweiten und Dritten Obergeschoss nimmt die Breite der Fenster deutlich ab, wodurch an jeder Fassade ein visuelles Gefühl einer dreieckigen Form entsteht. Die Balkone im zweiten Stock sind länglich gehalten, die im dritten Stock abgerundet. Beide haben prächtige Steindekorationen, die erneut die Bilder von Maulbeerblüten und Löwen kombinieren, die in diesem Fall heraldische Schilde flankieren. Auf den Balkonen des zweiten Stocks stechen die figürlichen Skulpturen Eusebi Arnaus hervor, die jeweils die Fenster flankieren. Es handelt sich um weibliche Allegorien, die Instrumente der jüngsten technologischen Fortschritte des beginnenden 20. Jahrhunderts in den Händen halten: die Tonaufzeichnung mit einem Phonograph, die Fotografie mit einer Kamera, die Elektrizität mit einer Glühlampe und die Kommunikation mit einem Telefon.

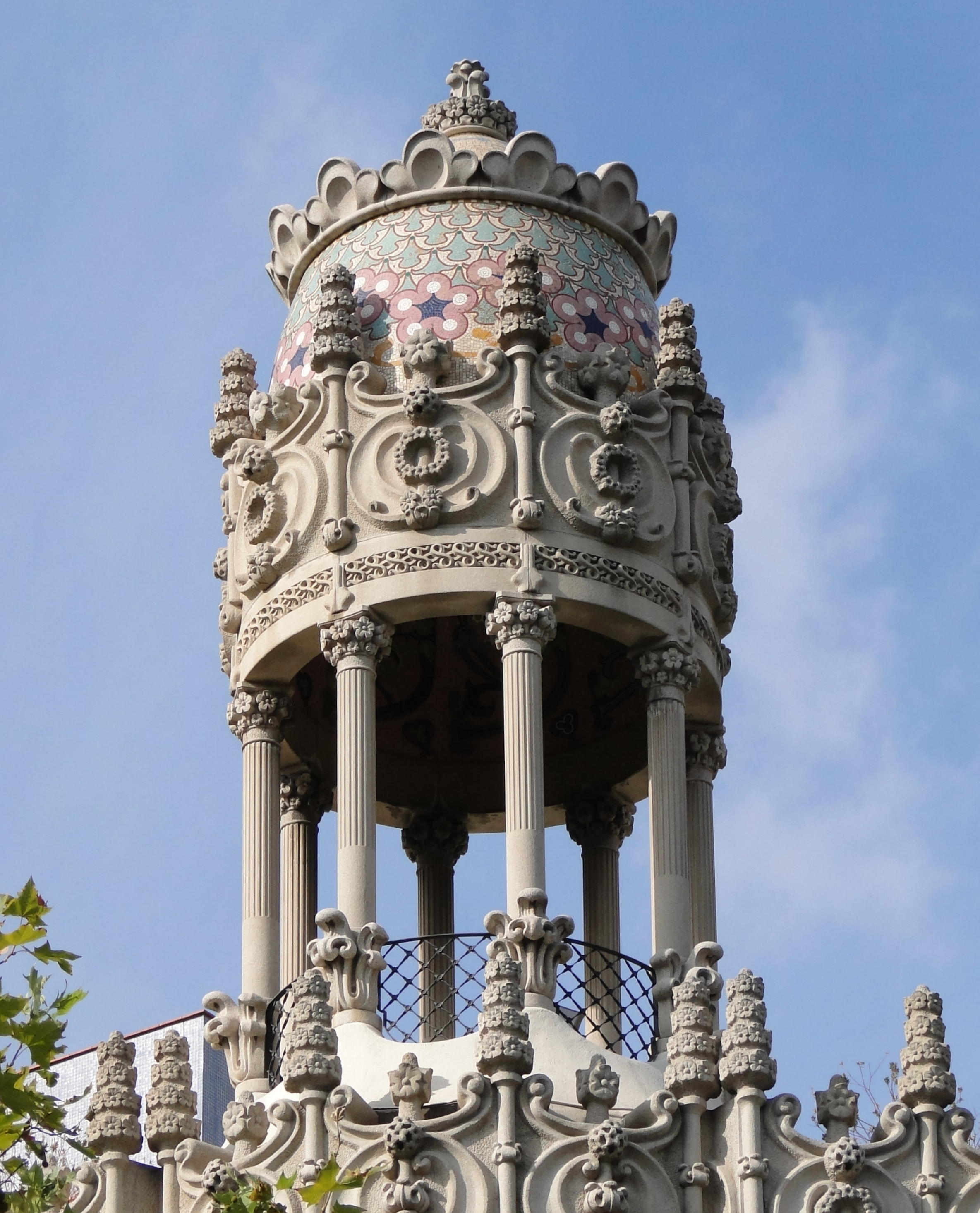
Tempelartige Schmuckkrone der Casa Lleó Morera

Ebenfalls im zweiten Stock findet man an den Säulen des Zentralbalkons über dem Erker die vier Familienbüsten, gestaltet von Alfons Juyol i Bach oder Lambert Escaler. Im dritten Stock, der abgerundeten Form der Balkone folgend, sind die Fenster nahezu kreisförmig und durch Säulchen in drei Abschnitte unterteilt, wobei die Säulchen in Medaillons jeweils zwei kleine weibliche Köpfe tragen. Auf jeder Seite der Fensterlaibung kann man, eingebettet in die Wand, einen Greif erkennen. Auf dieser Etage besteht der Zentralbalkon aus zwei kleinen, runden Plattformen, deren Balustraden mit einer reichen Blumendekoration versehen sind.
Das Vierte Obergeschoss zeigt eine nüchternere Dekoration ohne Balkone mit aneinander grenzenden Fensterflächen, die wie eine Galerie aussehen. Über den Fenstern setzt sich die florale Dekoration, welche die Öffnungen der Ventilation bedeckt, im Geländer der Dachterrasse, das mit kleinen Zinnen gekrönt ist, fort. In der Achse des zylindrischen Erkers des ersten Stocks setzte Domènech eine tempelartige Schmuckkrone auf die Dachterrasse, die den Eindruck der nicht vorhandenen Symmetrie der Fassade weiter verstärkt. Sie ist sowohl an der Innen- wie an der Außenseite der Kuppel mit floralen Fliesendekoren verkleidet, die 1988 erneuert wurden.

### Foyer

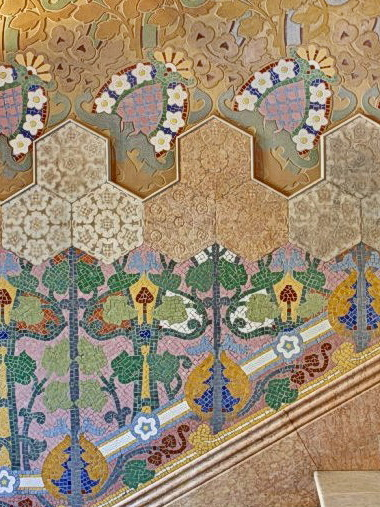
Mosaiken im Foyer von Lluís Bru i Salelles

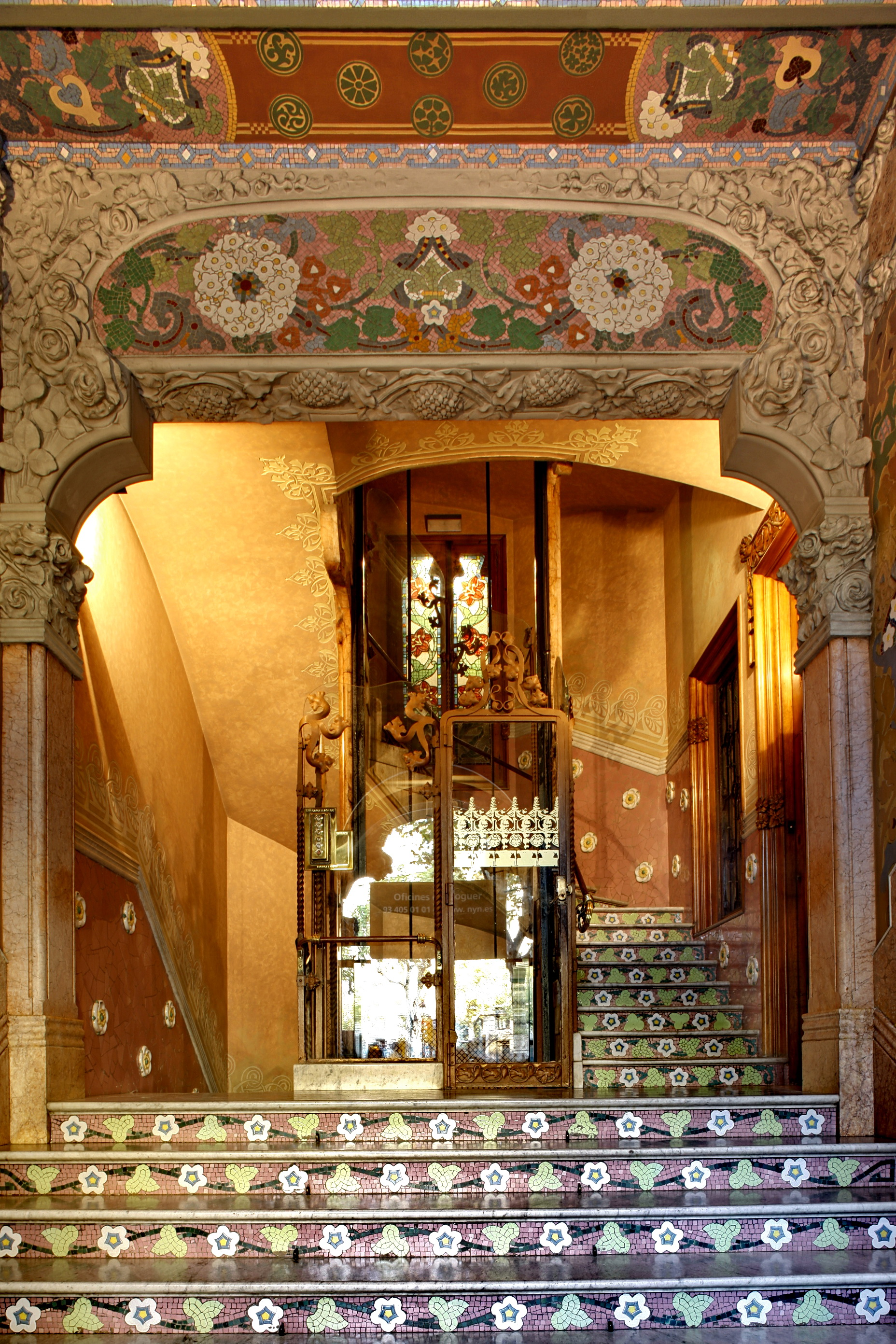
Foyer und Treppenhaus

Der Zugang zum Hochparterre, in dem sich die Geschäftsräume von Loewe befinden, erfolgt direkt vom letzten Bogen der Fassade des Passeig de Gràcia aus. Dies stimmt wieder mit dem ursprünglichen Entwurf überein, denn zwischen den Renovierungsarbeiten von 1943 und denen von 2008 war der Eingang an die Spitze des Gebäudes verlegt worden, wobei die Säulen, die die Eckgalerie stützten, zerstört wurden. Die oberen Stockwerke werden von der Fassade der Fase aus erschlossen. Hier gibt es einen einzigen Zugang für alle Etagen, jedoch einen direkten, abgesonderten Eingang für die Eigentümerwohnung im Ersten Obergeschoss. Die Struktur des Treppenhauses und seine Dekoration erinnern an die Casa Navàs in Reus, die ebenfalls von Domènech i Montaner entworfen wurde und an der die gleichen Kunsthandwerker arbeiteten.
Das Foyer gliedert sich in zwei Teile: Der erste Teil beginnt an der Eingangstüre und wird in ganzer Breite von einer Treppe ausgefüllt, die zum zweiten Teil emporführt, der von einem kleinen Treppenabsatz auf Höhe des Hochparterres gebildet wird. Von diesem Absatz aus beginnt die Treppe, die in der Mitte den Aufzug umgibt und in die oberen Stockwerke führt. Der Vorderteil des Foyers ist so reich dekoriert, als ob die Besucher mit einem derartigen Überschwang beeindruckt werden sollten. Die breite Treppe besitzt Trittstufen aus Marmor und Setzstufen, die mit Mosaik geschmückt sind. Dieses Mosaik präsentiert eine serielle Abfolge kleiner Blumen in Weiß und Gelb vor einem Hintergrund aus sanften Rosa- und Grüntönen. Alle Wände und die Decke verbinden sich zu einem dekorativen Gemälde in Lachstönen, deren Mosaik in seinen Formen die Früchte der Maulbeerbäume nachahmt. Dieser Vorderteil endet in einem steinernen Triumphbogen, in den eine Blumendekoration gemeißelt ist. Der Bogen ist im Mittelteil mit einem Tympanon verblendet, das ein vielfarbiges Mosaik mit zwei großen, symmetrisch angeordneten, weißen Blüten zeigt.
Der Treppenabsatz im zweiten Teil zeigt römische Mosaike mit geometrischen Motiven. Die Wände hier und auch im Treppenhaus sind im gleichen Lachston gehalten und besitzen helle Sgraffitobordüren. Die Sockel sind mit plastischen weißen Keramikblüten verziert, die das Blumendekor der Setzstufen der Treppe aufnehmen. Alle Mosaiken im Foyer und entlang der Treppe sind das Werk von Lluís Brú i Salelles. Der aus Holz gefertigte Aufzug im Stil des Modernisme wurde an die heute geltenden Vorschriften angepasst, ohne jedoch sein ursprüngliches Aussehen zu verlieren.

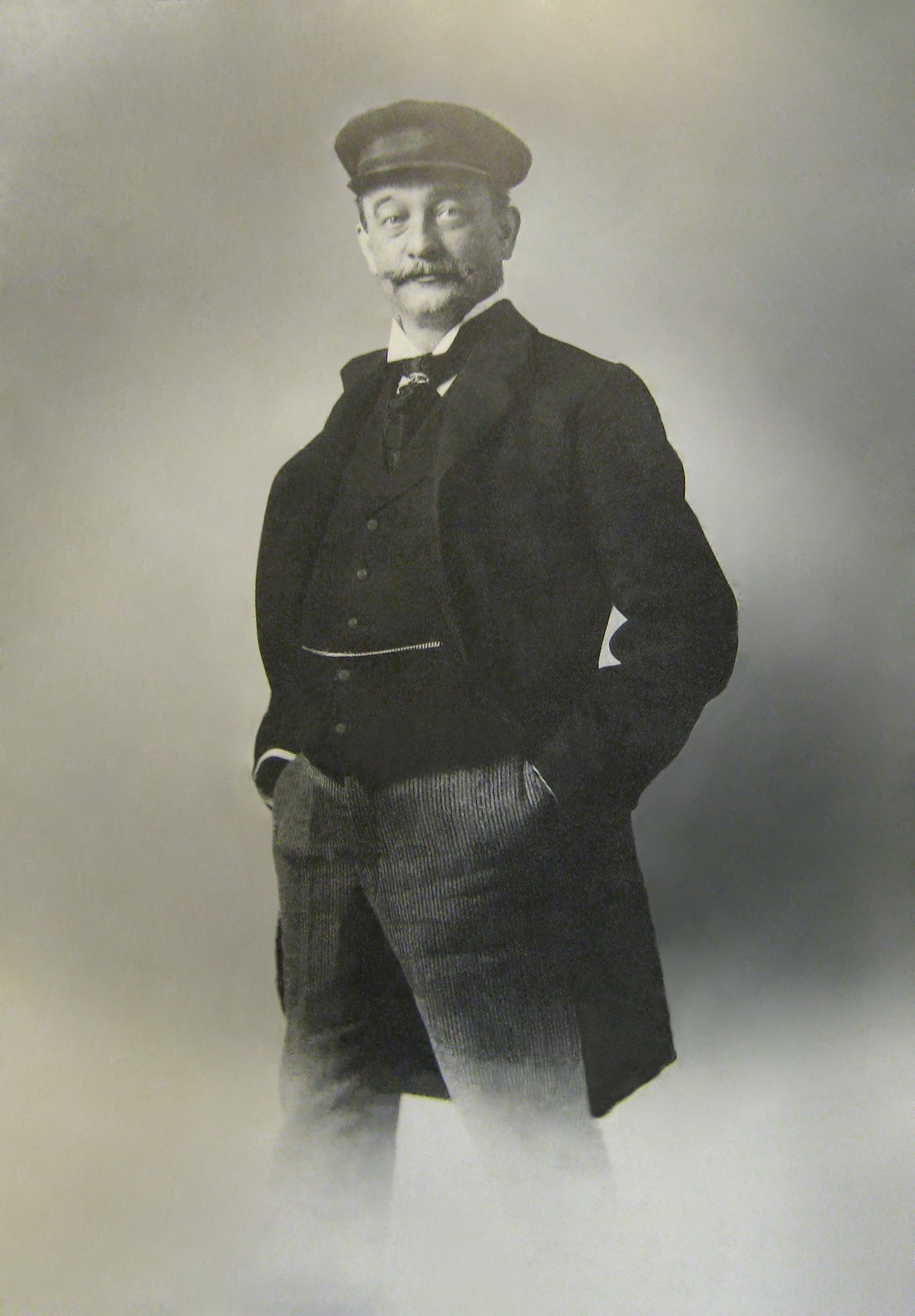
Selbstaufnahme von Pau Audouard (1856–1918) um 1905

### Hochparterre und Fotostudio Audouard
Am 6. Juli 1905 eröffnete Pau Audouard im Hochparterre der Casa Lleó Morera sein neues Fotostudio. Lluís Domènech i Montaner bezog für die Innendekoration die besten Kunsthandwerker mit ein: Adrià Gual gestaltete den Eingang, die Schaufenster und „zwei Wandteppiche von hellen Farben und großer ornamentaler Wirkung“, die Bildhauerarbeiten stammten von Alfons Juyol, die Tischlerarbeiten von Joan Busquets, die Beleuchtungskörper von Riera, die dekorative Malerei von Vilaró. Antoni Rigalt i Blanch fertigte die Buntglasfenster und Gaspar Homar die Intarsienarbeiten an.
Der Respekt vor dem Gesamtkunstwerk, das das Gebäude darstellte, führte zur Auswahl von farbigen modernistischen Buntglasfenstern, die im Zusammenspiel mit den Skulpturen von Eusebi Arnau wirken sollten. Zusätzlich zu seinen ästhetischen Aspekten verfügte das neue Fotostudio über die technologische Neuheit der künstlichen Beleuchtung, die es ermöglichte, es zu Gunsten der Bequemlichkeit der Kunden im Hochparterre einzurichten und nicht auf dem Dach, wie es alle die Studios tun mussten, die nur natürliches Licht nutzen konnten.

### Baumeister und Kunsthandwerker
Es ist angebracht, die Arbeit der Meister und Kunsthandwerker zu würdigen, die unter der Leitung von Domènech i Montaner und nach den künstlerischen Richtlinien des Chefdekorateurs Gaspar Homar den großen Reichtum der Innenausstattung des Hauses ermöglichten. Unter den mehr als 40 Künstlern und Kunsthandwerkern, die an der Arbeit beteiligt waren, stechen hervor:
- Eusebi Arnau i Mascort (1863–1933), einer der hervorragendsten Bildhauer des Modernisme. In der Casa Lleó Morera schuf er die 1943 zerstörten Skulpturen der Fassade und die Reliefs des Salons im Ersten Obergeschoss, wo das beliebte Kinderlied „Die Amme des Königskinds“ (katalanisch „La dida de l’infant rei“) dargestellt wird.

- Gaspar Homar i Mezquida (1870–1953) war Dekorateur und Möbeltischler. In der Casa Lleó i Morera war er der Chefdekorateur, er entwarf die Möbel, die mit Bleiglas, Intarsien und Holzschnitzereien verziert waren. Derzeit sind seine Möbel, die für das Haus angefertigt wurden, im Museo Nacional d’Art de Catalunya deponiert.

- Lluís Brú i Salelles (1868–1952) war ein modernistischer Mosaikkünstler und Bühnenbildner, der seinen Beitrag zu den meisten großen Mosaiken dieser Zeit wie denen im Palau de la Música Catalana, im Palau del Barón de Quadras und in der Casa Comalat geleistet hat. In der Casa Lleó Morera arbeitete er an den Keramiken und Mosaiken im Foyer.

- Mario Maragliano (1864–1944) war ein italienischer Mosaikkünstler, der in Barcelona lebte. In der Casa Lleó Morera arbeitete er an den Mosaiken der Böden, den Mosaikdecken des Speisesaals in der Eigentümerwohnung und an den Landschaftsbildern, die von Homar entworfen worden waren. Er gestaltete auch die Mosaiken an den Innen- und Außenflächen der tempelartigen Schmuckkrone des Hauses.

- Antoni Rigalt i Blanch (1861–1914) war ein Maler, Zeichner und vor allem Glasmaler des Modernisme. In der Casa Lleó Morera stammen die Buntglasfenster von ihm, von denen viele Teil der hölzernen Raumteiler und Trennwände sind, und als durch ihre erzählerische Zusammenstellung herausragende Stücke die monumentalen Glasfenster der rückwärtigen Wintergärten bilden, die auf jeder Etage jeweils einem anderen Thema gewidmet sind.

- Antoni Serra i Fiter (1869–1939) war ein Maler und exzellenter Keramiker des Modernisme. Eines seiner herausragenden Werke gestaltete er in der Casa Lleó Morera, wo er die Keramikvertäfelungen im Esszimmer schuf und aus handbemaltem Porzellan die Gesichter und Hände der Personen in den Mosaiken ergänzte, die die Eigentümerfamilie in ländlichen Szenen darstellen.

- Josep Pey (1875–1956) war Dekorateur, Zeichner und Maler. Er arbeitete an der Gestaltung der von Gaspar Homar entworfenen Möbelintarsien mit und fertigte auch selbst Zeichnungen für Intarsien an.

- Alfons Juyol i Bach (1860–1917) war ein Bildhauer, der sich auf deren Anwendung im Rahmen der Architektur spezialisierte. Seine Fähigkeit, Maßwerke und florale Darstellungen im historistischen neogotischen Stil zu schaffen, machte ihn zum Lieblingsbildhauer von Puig i Cadafalch an seinen so berühmten Werken wie der Casa Amatller. In der Casa Lleó Morera schuf er alle nicht figürlichen Dekorskulpturen der Fassade und des Innenraums sowie die Dekoration des Tempelchens, der das Haus bekrönt.

- Joan Carreras i Farré (1860–??) war Bildhauer und Holzschnitzer und ein bedeutender Mitarbeiter von Gaspar Homar. In der Casa Lleó Morera hatte er Anteil am Schnitzrelief der „Anbetung der Könige“ im glockenförmigen Abzug des Kamins im Salon des Ersten Obergeschoss.

Beispiele der Kunsthandwerke in der Casa Lleó Morera
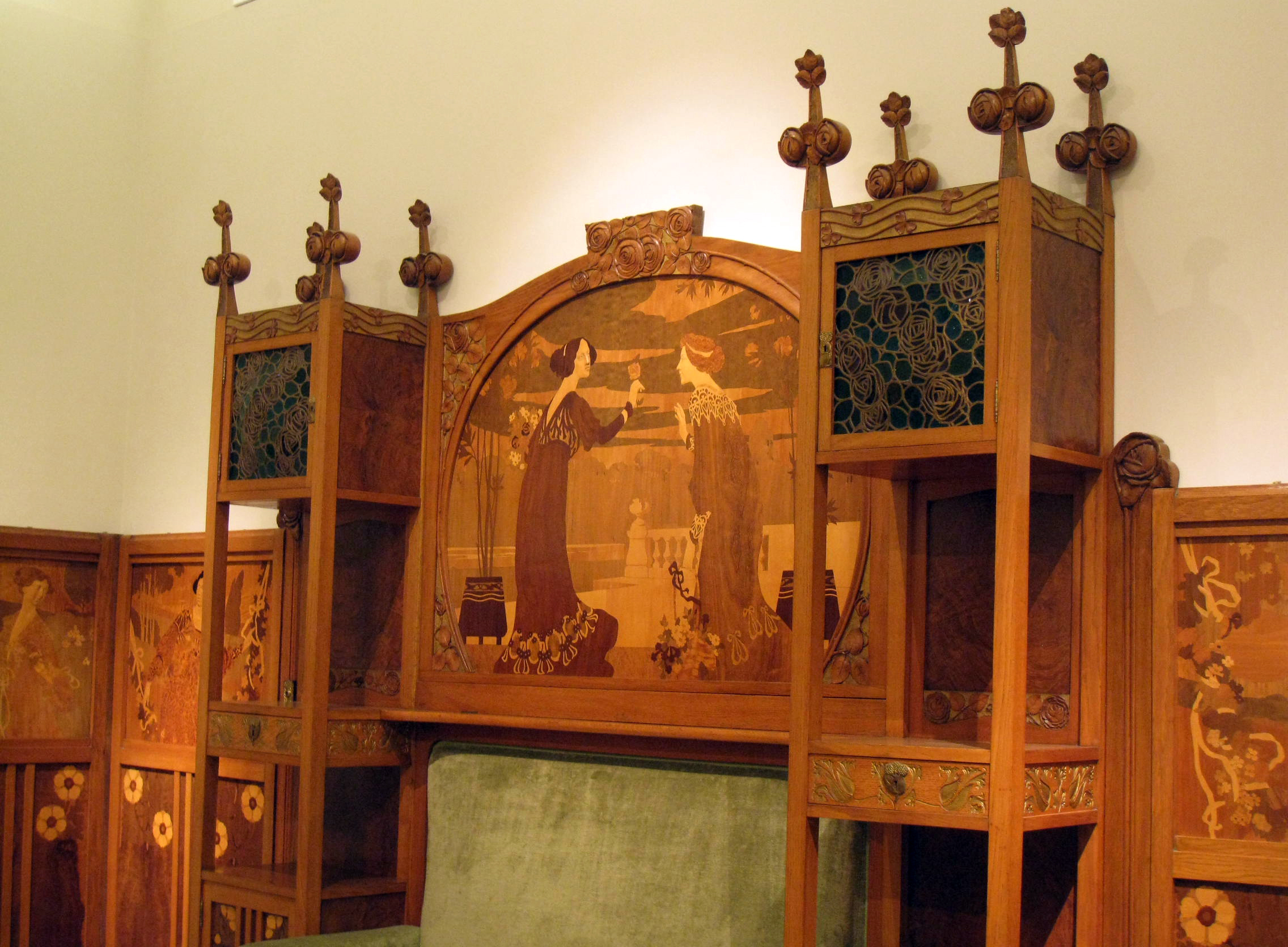
Überbau eines Sofas von Gaspar Homar
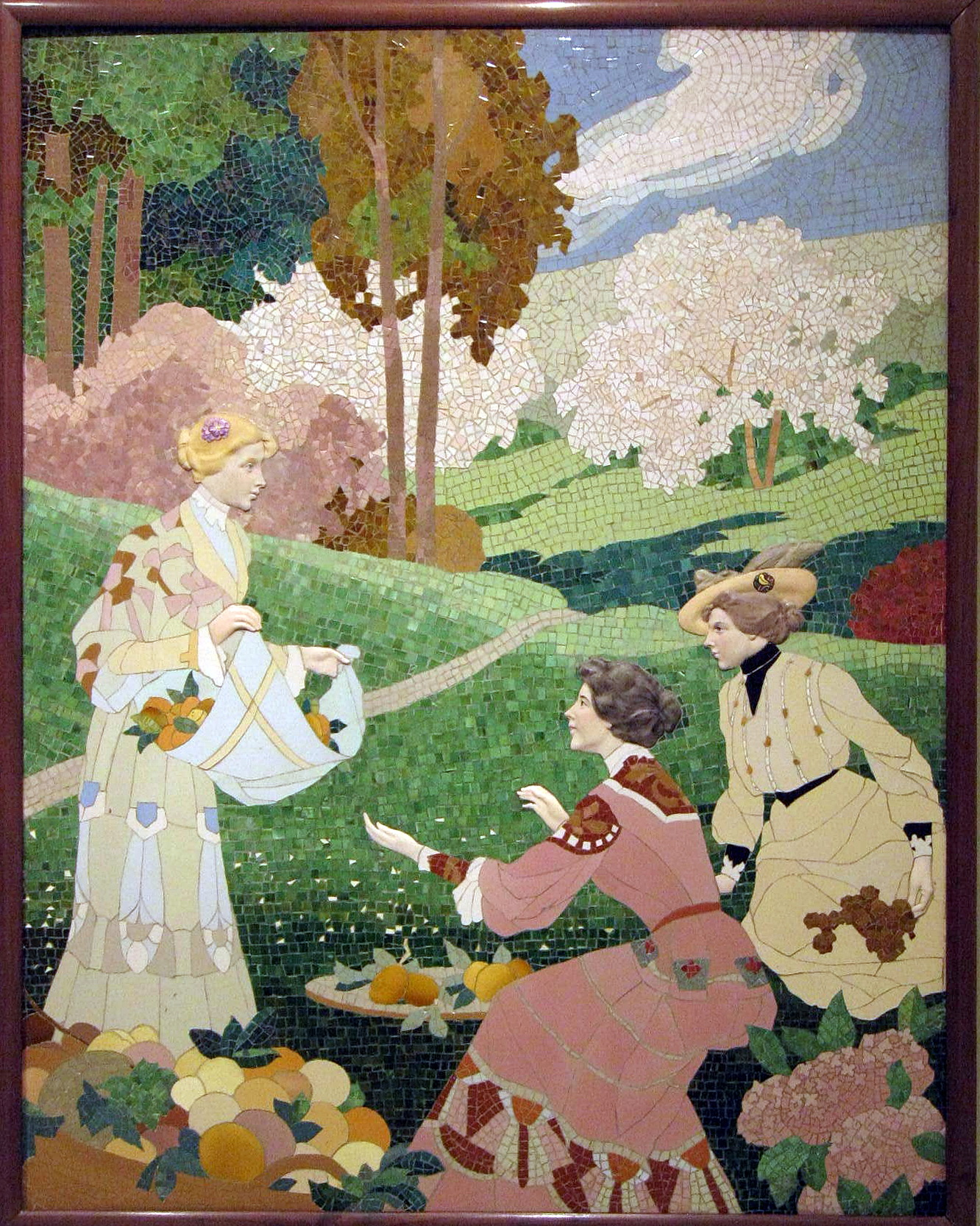
Mosaik „Drei Früchte sammelnde Damen“ von Mario Maragliano; Köpfe und Hände in Porzellan von Antoni Serra
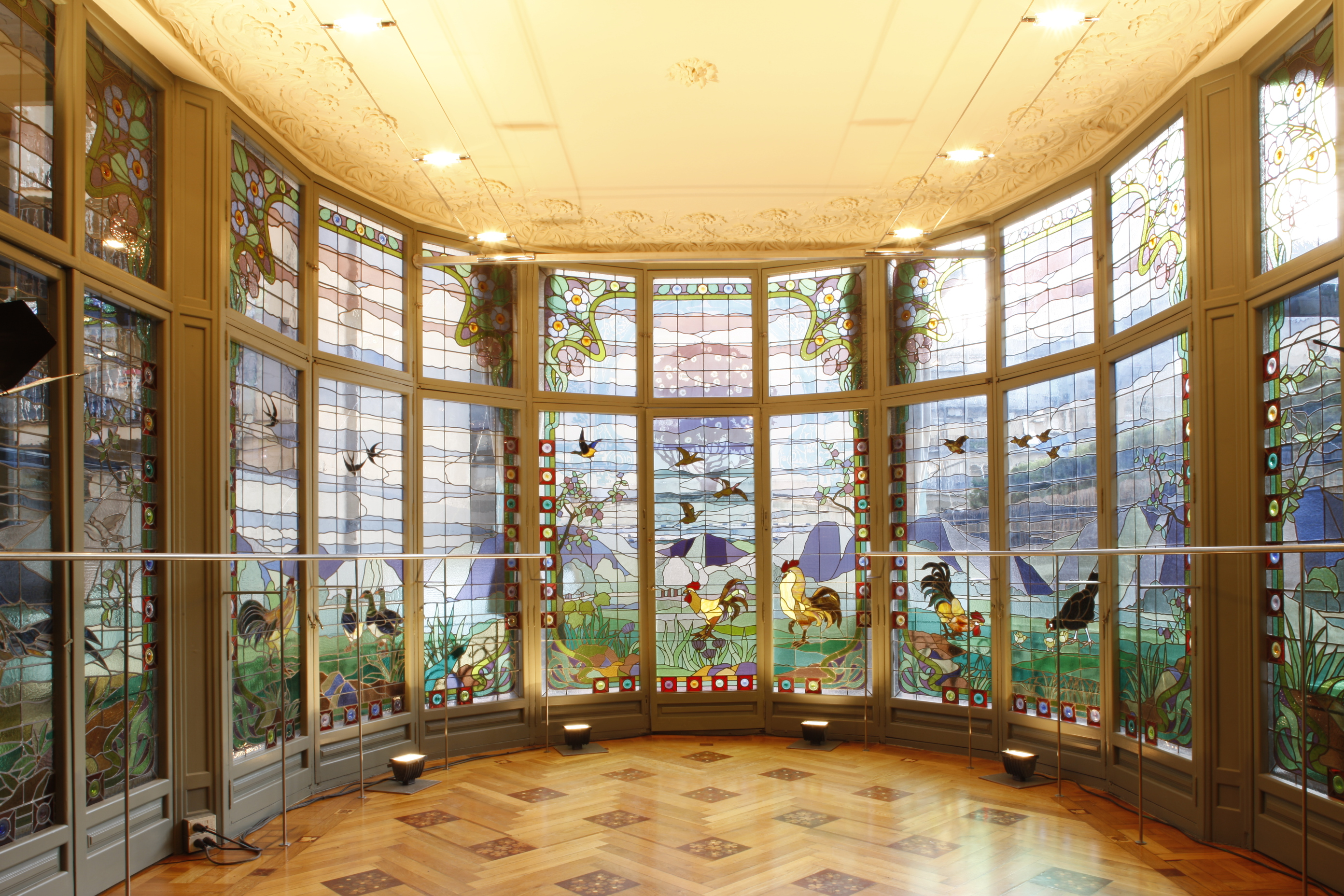
Glasfenster von Antoni Rigalt im Wintergarten des ersten Stocks
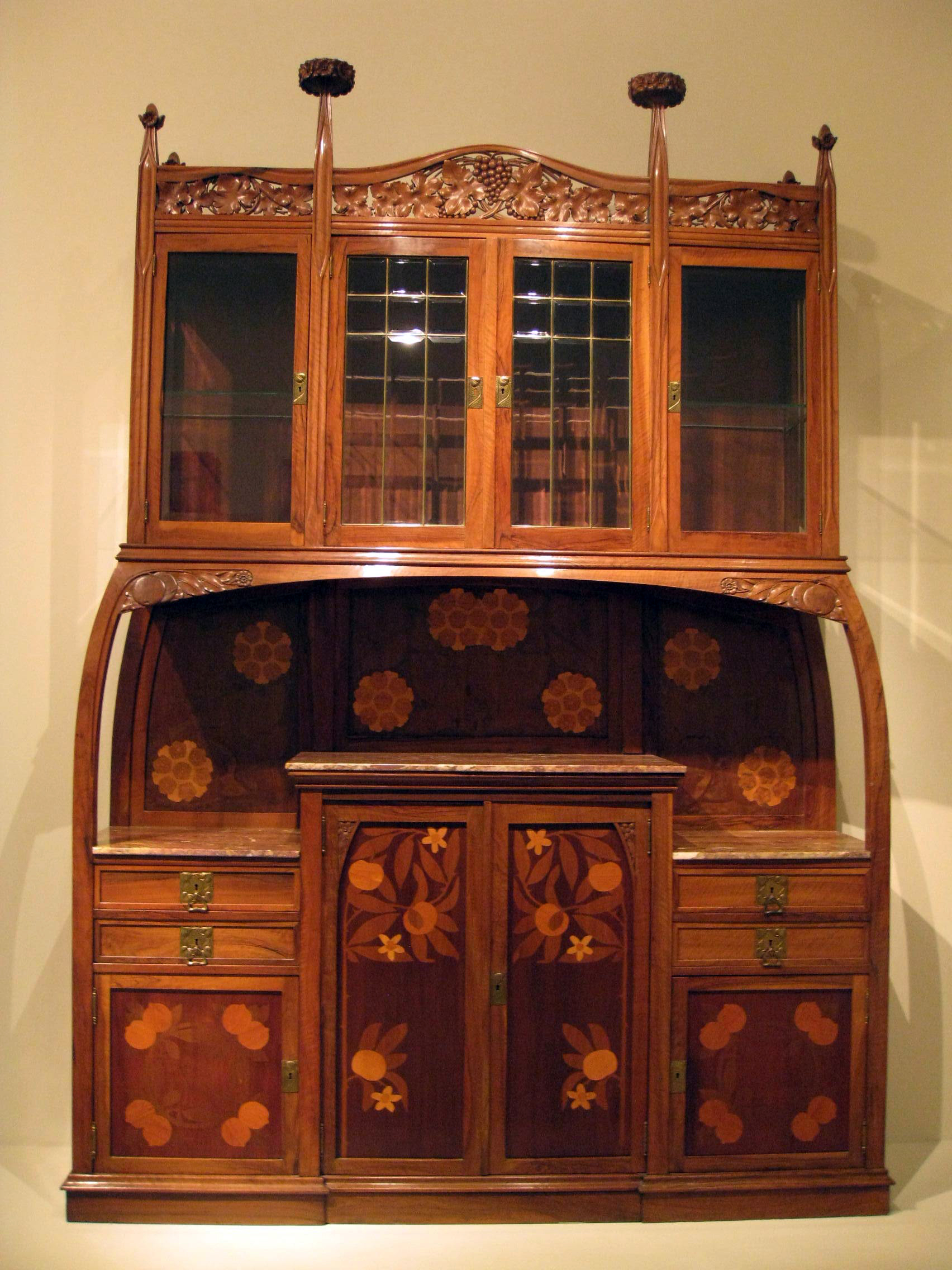
Buffet mit Intarsien von Josep Pey
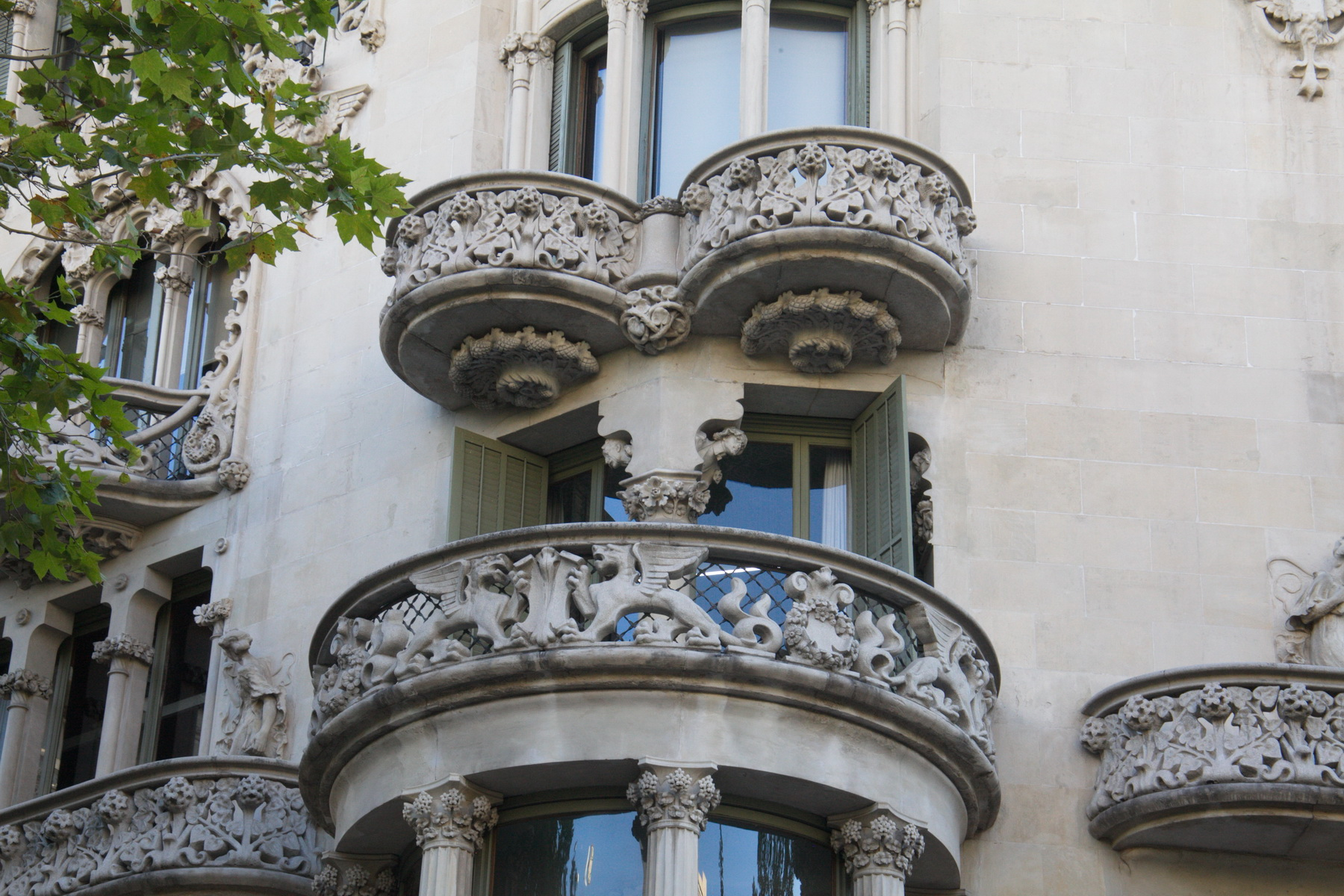
Dekorskulpturen von Alfons Juyol

### Wohnungen
Im Unterschied zu anderen „Mietshäusern“, bei denen das von den Eigentümern bewohnte Geschoss sehr reich dekoriert, die Mietwohnungen aber nüchtern gestaltet waren, erstreckte sich in diesem Haus die Aktivität der Kunsthandwerker in bemerkenswerter Weise auf alle Stockwerke. Insofern besitzen alle Wohnungen dekorative Elemente wie in Blei gefasste Buntglasfenster, Böden mit römischen Mosaiken, Sgraffitobordüren an den Wänden, mit Holzschnitzereien verzierte Kamine und Mosaiken in ähnlicher Häufigkeit wie in der Eigentümerwohnung.
Der Empfangsbereich der Eigentümerwohnung ist so gehalten, dass der Besucher durch den Skulpturenschmuck an den Türen und Durchgängen zu den weiteren Teilen der Wohnung beeindruckt wird. Die Dekoration erstreckt sich bis in den Korridor hinein, wo es einen Bogen gibt, der mit einem Bild des hl. Georg geschmückt ist, der das Mädchen gegen den Drachen verteidigt. Vom Empfangsbereich hat man direkten Zugang zu den beiden großen Salons mit Blick auf die Straße und zum Wintergarten. In diesen Salons konzentriert sich ein Gutteil des künstlerischen Reichtums Domènechs und seiner Mitarbeiter. Der rechte Salon, der zur Fassade der Fase orientiert ist und als Speisezimmer diente, ist mit acht Mosaikbildern, ergänzt durch Porzellanteile, geschmückt, die von Gaspar Homar unter Mitwirkung von Josep Pey entworfen wurden. Diese zeigen ländliche Szenen, wobei auf vier von ihnen Personen nach Familienfotos der Lleó Moreras gestaltet sind, eine ein reine Landschaft zeigt und die restlichen drei Tiere und Bäume. Diese farbenfrohen Mosaike stammen von Mario Maragliano, mit Ausnahme der von Antoni Serra gestalteten Porzellanköpfe und -hände der Personen, die aus der Wandebene heraustreten und zum Pointilismus der Tesserae einen realistischen Kontrapunkt setzen. Entworfen wurden die Porzellanteile von Joan Carreras.
Der linke Salon, zur Fassade des Passeig de Gràcia ausgerichtet, wurde komplett mit Holz vertäfelt, das wertvolle Intarsien enthält, welche von Homar und Pey entworfen und im Atelier des Tischlers Joan Sagarra ausgeführt wurden. Einen Großteil zweier Wände belegen ein Sofa mit seitlichen Glastüren und ein Sekretär. In der Mitte des Raumes standen ein kleiner Tisch und mehrere Stühle teils mit, teils ohne Armlehnen. Sowohl die Möbel als auch die Vertäfelungen sind im Museu Nacional d’Art de Catalunya erhalten. Der obere Teil der Wände wurde mit einer bemalten Tapete bedeckt und die Decke mit einer hölzernen Kassettendecke mit halbkugeligen Basreliefs und Intarsiendekoren versehen. Zwischen diesem Wohnzimmer und dem Esszimmer befindet sich ein dreieckiger Raum mit Zugang zum kreisförmigen Wintergarten in der Achse des Gebäudes und einem Kamin, eingerahmt von zwei Sitzen, am gegenüberliegenden Ende, der eine geschnitzte Holzdekoration hat. Sie stellt die Szene der Anbetung der Heiligen Drei Könige dar, die von Joan Carreras i Farré geschnitzt wurde. Sie wird umrahmt von zwei geprägten Metallengeln und einem Metallstück an der Spitze, auf dem der katalanische Vers steht:
„Venim d’Orient – guiats per l’estrella – la del alba és ella – vos els sol ixent“ ("Wir kommen aus dem Osten – geleitet vom Stern – er ist der der Morgendämmerung – von wo die Sonne aufgeht")
Die übrigen Wohnungen sind mit Vertäfelungen aus serieller Keramik der Fabrik Pujol i Bausis geschmückt, andere mit Stuckdekoren und Sgraffitobordüren in unterschiedlichen Designs. Die Decken in den Korridoren und Wohnräumen verbinden geschnitzte Holzrahmen mit Kassettendecken aus reichlich bemaltem Gips, der florale oder heraldische Darstellungen trägt.
Die Rückseite der Wohnetagen blickt auf den Innenhof des Blocks. Das große Wohnzimmer, das sich hier befindet, endet in einem runden Wintergarten, der als einzige Wandung ein bleiverglastes, halbkreisförmiges Fenster von Antoni Rigalt i Blanch besitzt mit einem in jedem Stockwerk unterschiedlichen Design.

#### „Die Amme des Königskinds“
Im Empfangsbereich der Eigentümerwohnung existieren einige von Eusebi Arnau gemeißelte Steinreliefs an sechs Torbögen und an fünf Seiten dreier weiterer Bögen im Korridor. Diese bilden eine Gesamtheit, die eine Erzählung wiedergeben, die in dem Wiegenlied „Die Amme des Königskinds“ erzählt wird. Darin wirkt die Jungfrau Maria ein Wunder und erweckt den kleinen Sohn eines Königs wieder zum Leben, dessen Tod seine Amme durch ihr Einschlafen verursacht hatte. Die Amme bietet der Jungfrau eine goldene und eine silberne Krone an. Es ist ein populäres, mündlich überliefertes Volkslied mit mehreren Versionen, von denen Arnau die von Joan Maria Guasch aufgeschriebene Version wählte.
Diese Innendekoration der Türrahmen ist eine Hommage an den zweiten Sohn Albert von Albert Lleó i Morera und Olinta, der als Baby starb; sein dritter Sohn hieß ebenfalls Albert. Er und seine Kinderfrau dienten Arnau als Modelle für die Entwürfe seiner Skulpturen.

Originalgipsmodelle der Skulpturenserie über La dida del Infant im Museum Domènech i Montaner in Canet de Mar
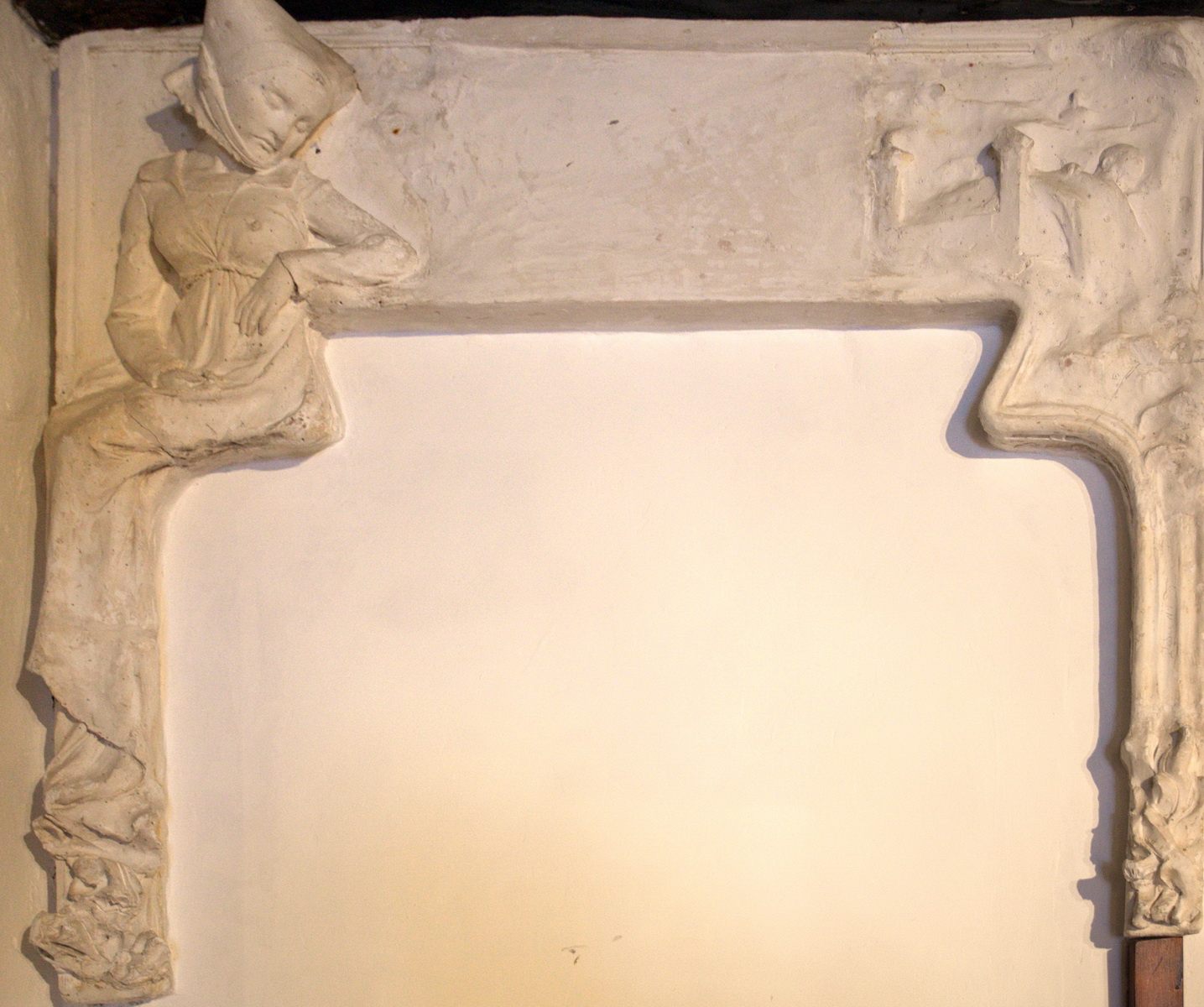
Das Kindchen will nicht schlafen, weder in der Wiege noch auf dem Stuhl …
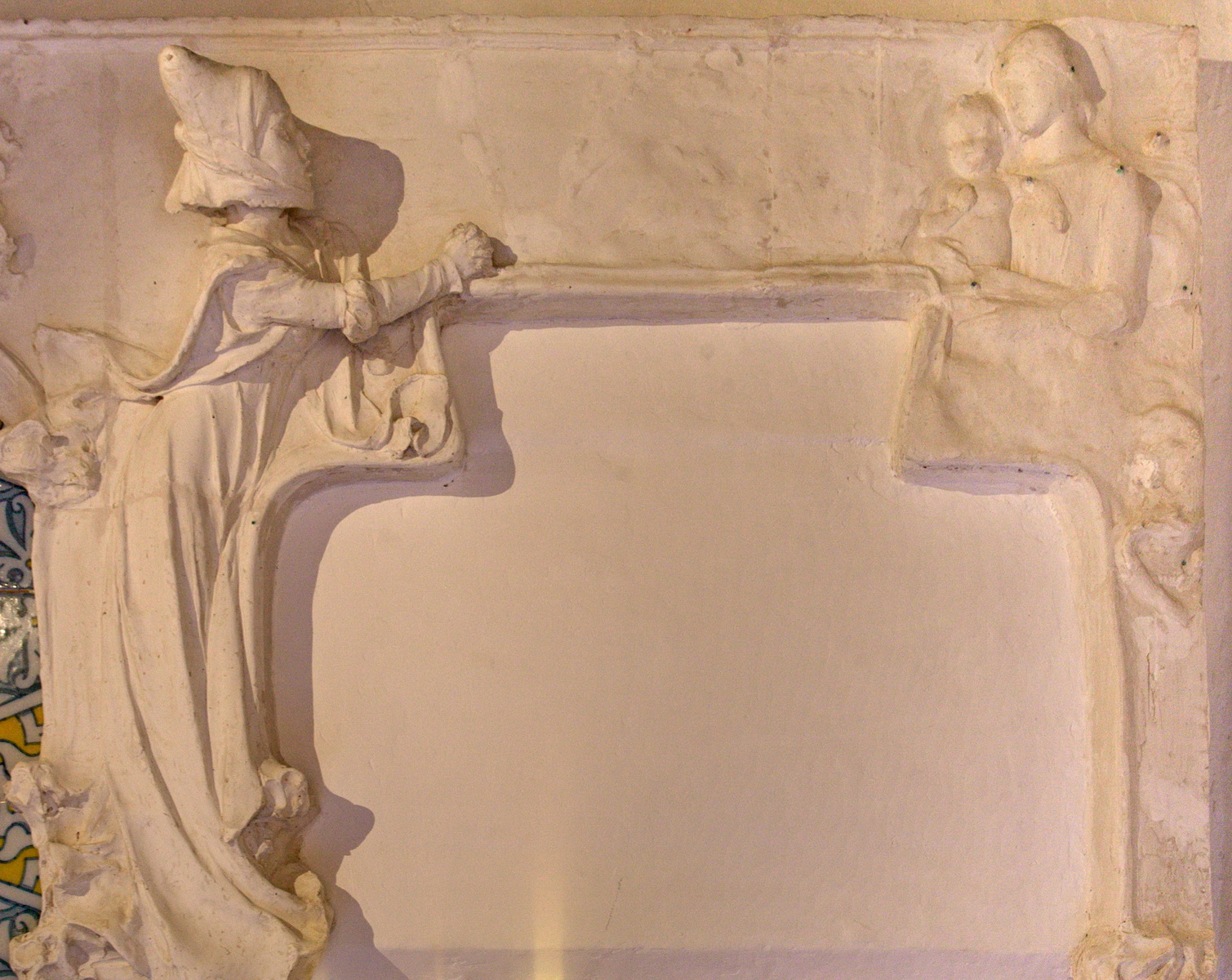
Jungfrau, wenn du mir das Kind zurückgibst – eine Krone aus Gold würde ich dir machen, und deinem wertvollen Sohn eine andere aus feinem Silber
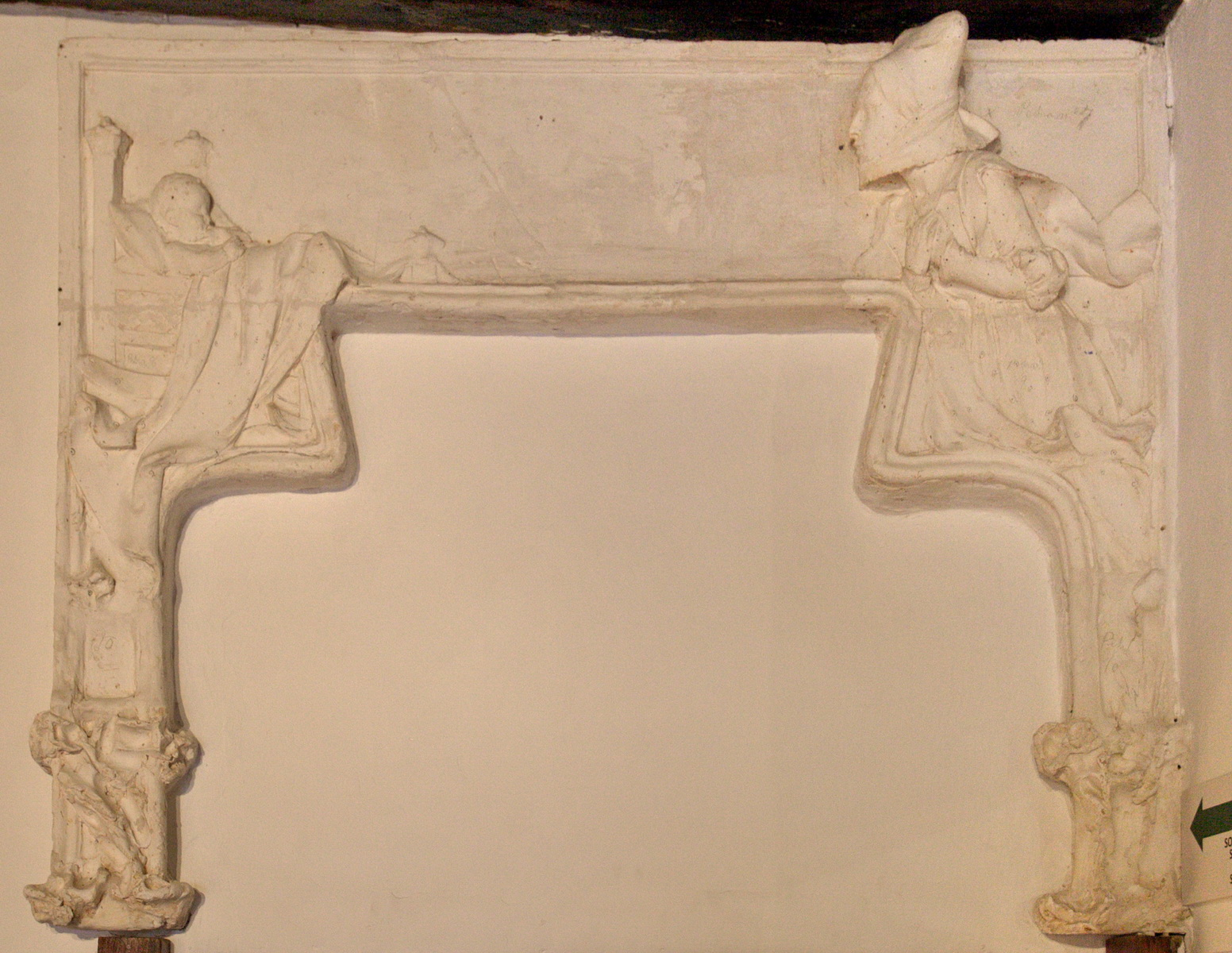
Sie werden bald in den Palast zurückkehren – nicht so beschwert, dort finden sie ihr Kind, das ganz alleine spielt.
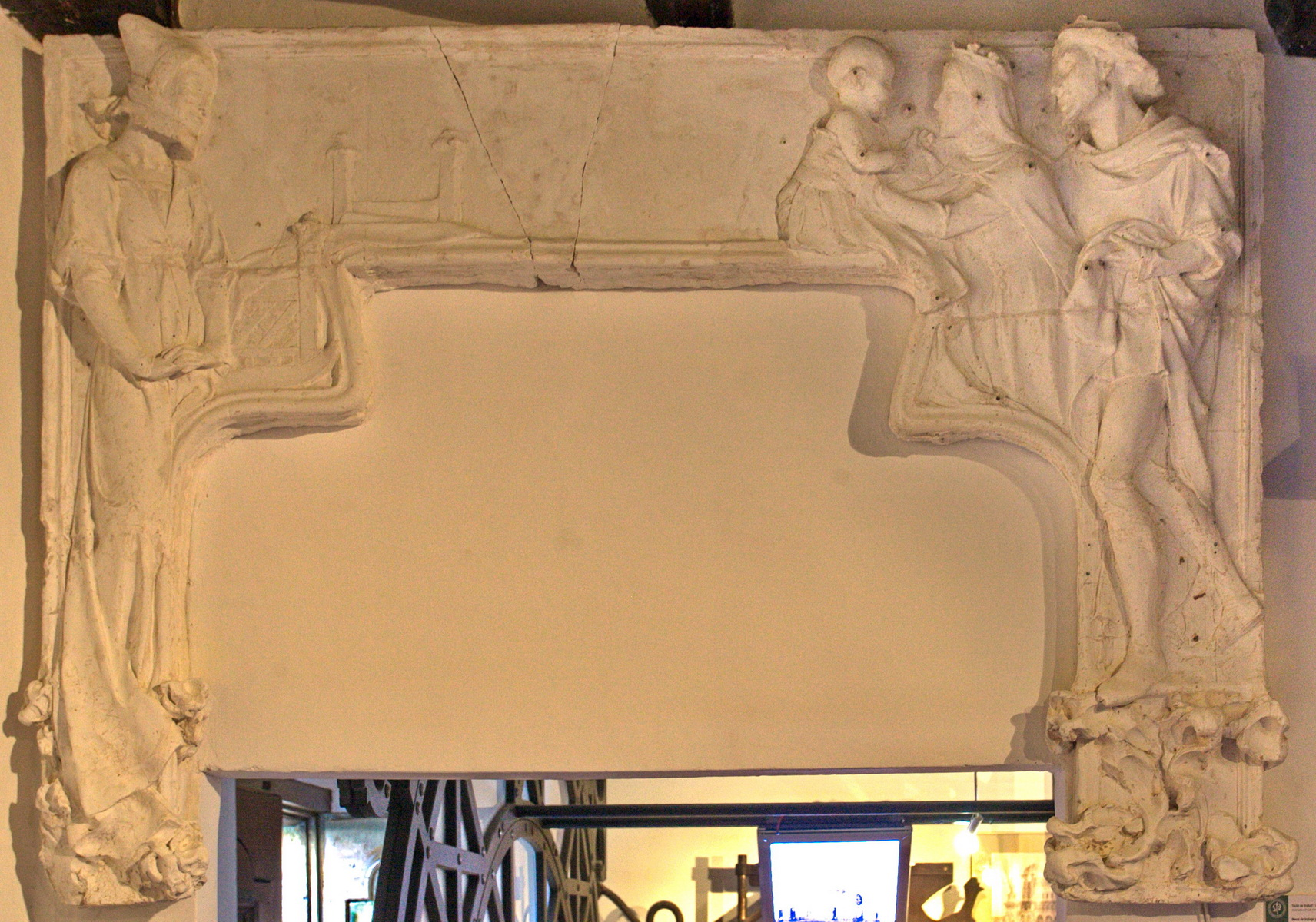
Hast du, Amme, das Kind, das der König sehen will? Ich legte ihn in die Krippe, dort ließ ich ihn schlafen.

## Mobiliar

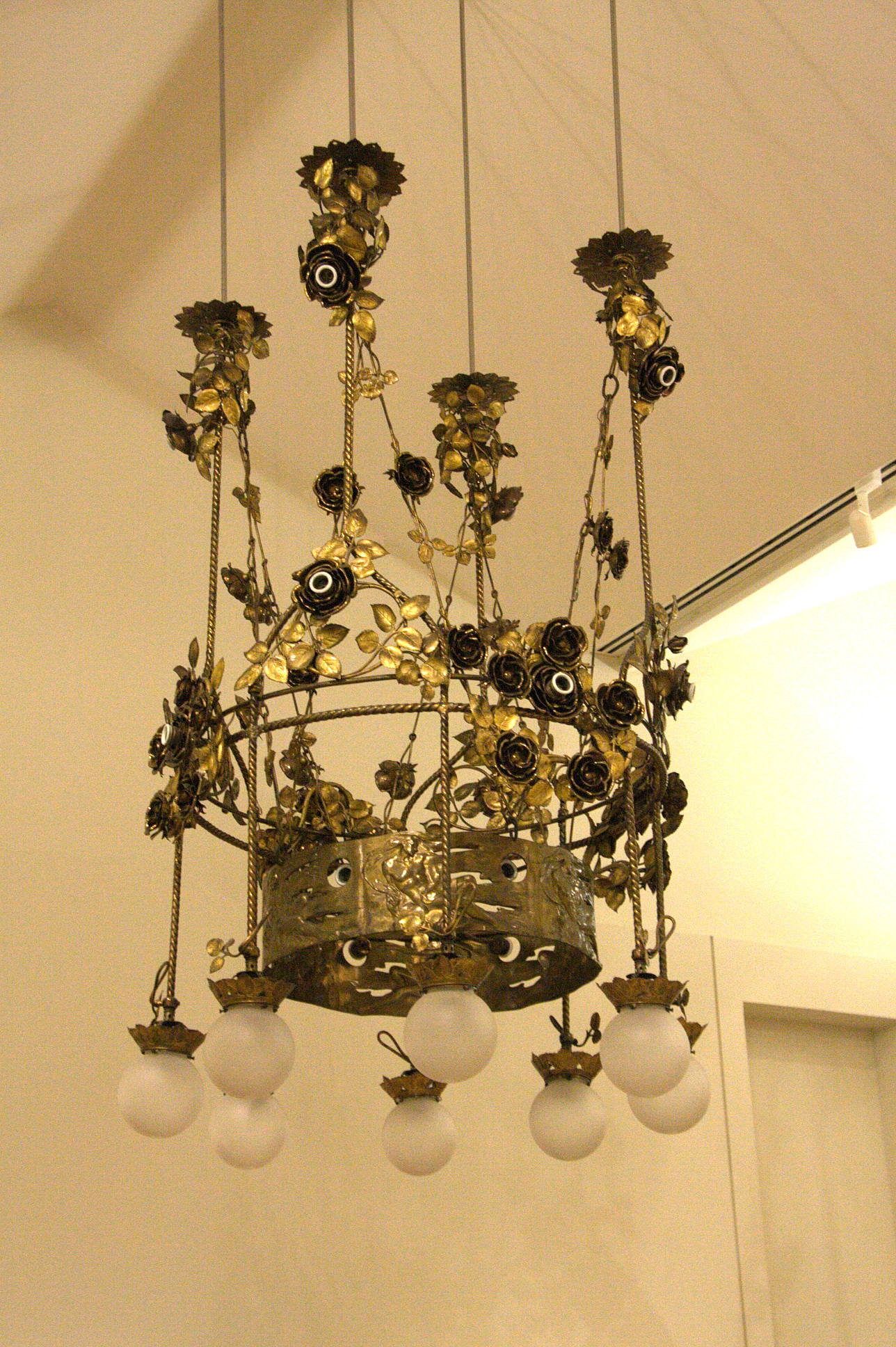
Von Gaspar Homar entworfene Deckenlampe

Das Dekor der Eigentümerwohnung ist eines der bemerkenswertesten Zeugnisse modernistischer Innenräume und beispielhaft für die enge Zusammenarbeit zwischen Architekt und Dekorateur, zwischen Domènech und Homar, deren Ateliers alle dekorativen und funktionalen Accessoires für dieses Privathaus lieferten: die Möbel, Lampen, Intarsien, Teppiche usw. Die Möbel, wahrscheinlich die attraktivsten des Modernisme in ganz Katalonien, zeichnen sich durch Edelhölzer und komplexe Verarbeitung aus, die in Zusammenarbeit mit Künstlern wie Josep Pey und Joan Carreras erfolgte. Ein solches Accessoire sind die Deckenleuchten aus Bronze. Sie zeigen florale Elemente und gehörten mit zu den ersten Lampen, die an elektrisches Licht angepasst waren.
Die Möbel aus dem Wohnzimmer der Casa Lleó Morera, die seit 1967 im Museu Nacional d’Art de Catalunya aufbewahrt werden, zeigen einen Stil voller Naturalismus, der dem des Gebäudes entspricht. Das Ensemble besteht aus einem Buffet, einem Sofa, einem Schrank, Vertäfelungen, Stühlen, Sesseln und einem Couchtisch. Die Möbel sind mit Holzschnitzereien, Intarsien und teilweise mit bleiverglasten bunten Fensterscheiben dekoriert. Die Vertäfelungen sind mit großen Intarsien geschmückt, die japanischen Einfluss zeigen durch das Inkarnat der Personen in den Reliefs. Sie zeigen Jungfrauen in leichten präraffaelitischen Kleidern und kurzen Frisuren. Diese sind umgeben von Girlanden, blühenden Bäumen und Teichen mit Schwänen. Die tragenden Strukturen der Möbel sind mit Holzschnitzereien dekoriert und die Türen und weiteren Teile zeigen Intarsien festlicher Szenen. Der Tisch und die Stühle sind mit Blumen geschmückt, die frei verstreut sind, aber die Symmetrie wahren. Der Schrank präsentiert die Intarsie zweier Damen und einem Ritter einer mittelalterlichen Legende.
| Bild | Daten |
| ---- | --- |
|      | Schrank mit Wandpaneelen, Couchtisch und Stuhl hergestellt 1906 von Gaspar Homar Schrank: 1,90 m × 1,905 m × 0,51 m ; Wandpaneele 0,54 m × 0,785 m im Museu Nacional d’Art de Catalunya Dreifach gegliederter Schrank aus amerikanischer Weiß-Eiche mit Bleiverglasung; Intarsien aus amerikanischem Mahagoni, Maulbeerfeige, Milzfarnwurzel, Mansonia und Esche, dazu Metallinkrustationen; Couchtisch und Stuhl aus geschnitztem Eichenholz mit Intarsien in der Rückenlehne |

## Auszeichnungen
Das Gebäude gewann den ersten Preis im jährlichen Wettbewerb der Stadtverwaltung Barcelonas für das künstlerisch beste Gebäude bei seiner siebten Auflage. Der Preis wurde an Gebäude verliehen, die 1905 fertiggestellt wurden. Die Entscheidung der Jury war ziemlich überzeugend, denn es heißt darin: „Es stimmt zwar, dass die Zahl der in diesem Jahr fertiggestellten Gebäude eine respektable ist, aber es ist nicht weniger wahr, dass praktisch alle sich auf Häuser einer Nachbarschaft reduzieren, ohne jenen komplexen Anforderungen zu genügen, die ein Kunstwerk schaffen.“ Nachdem sie alle im siegreichen Haus enthaltenen Ornamente auf acht Folios zusammengestellt hatte, widmete sie nur einen Absatz der Erwähnung der Teilnahme der Casa Terradas von Puig i Cadafalch, ohne Anerkennung oder Preis. Es war die erste dieser Auszeichnungen, die Domènech i Montaner gewann; später wiederholte er diesen Erfolg mit dem Palau de la Música Catalana 1909 und dem Hospital de la Santa Creu i Sant Pau 1913.
In der gleichen Auflage des Wettbewerbs erhielt das Fotostudio Audouard in der Kategorie „Kommerzielle Einrichtungen“ den zweiten Platz, während der Gewinner das Restaurant Pince war, das von Joan Alsina i Arús dekoriert worden war.
1988 erhielt das Restaurierungsprojekt der Architekten Carles Bassó und Òscar Tusquets von der Stadtverwaltung die Auszeichnung „Ciutat de Barcelona“, das aber das Erdgeschoss nicht mit umfasste und in gewissem Maße Druck auf dessen Eigentümer ausübte. Dieser Preis löste eine Lawine öffentlicher Kritik an der dort ansässigen Handelsfirma aus, die ein Jahr später ein Restaurierungsprojekt vorstellte, das 1992 durchgeführt wurde.